# Barcelona
Barcelona (katalanisch [bəɾsəˈɫonə]; okzitanisch [baɾseˈlunɔ]; spanisch [baɾθeˈlona]; deutsch [baɐ̯səˈloːna] oder [baɐ̯t͡səˈloːna]) ist die Hauptstadt Kataloniens und nach Madrid die zweitgrößte Stadt Spaniens. Sie liegt am Mittelmeer, circa 120 Kilometer südlich der Pyrenäen und der Grenze zu Frankreich. Barcelona ist Verwaltungssitz der gleichnamigen Provinz und der Comarca Barcelonès.
Innerhalb des Stadtgebietes leben 1.702.547 Menschen (Stand: 2024). Damit ist Barcelona die neuntgrößte Gemeinde der Europäischen Union, nach Hamburg die zweitgrößte, die nicht die Hauptstadt eines Mitgliedstaates ist, und mit mehr als 16.000 Einwohnern pro Quadratkilometer nach Paris die am zweitdichtesten besiedelte Millionenstadt Europas. Zusammen mit den in der Àrea Metropolitana de Barcelona zusammengeschlossenen Gemeinden der Agglomeration beträgt die Einwohnerzahl 3,16 Millionen. Im weiteren Einzugsbereich der Metropolregion (Àmbit Metropolità de Barcelona) leben insgesamt 4,86 Millionen Menschen. Mit jährlich mehr als sieben Millionen Touristen aus dem Ausland (Stand 2015) zählt Barcelona überdies zu den drei meistbesuchten Städten Europas.
In einer Rangliste der Städte nach ihrer Lebensqualität belegte Barcelona im Jahre 2018 den 43. Platz unter 231 untersuchten Städten weltweit. Nach dem Global Wealth and Lifestyle Report 2020 weist Barcelona einen europäischen Spitzenplatz bezüglich Preis-Leistungs-Verhältnis für luxuriöses Leben auf.

## Geographie

### Lage

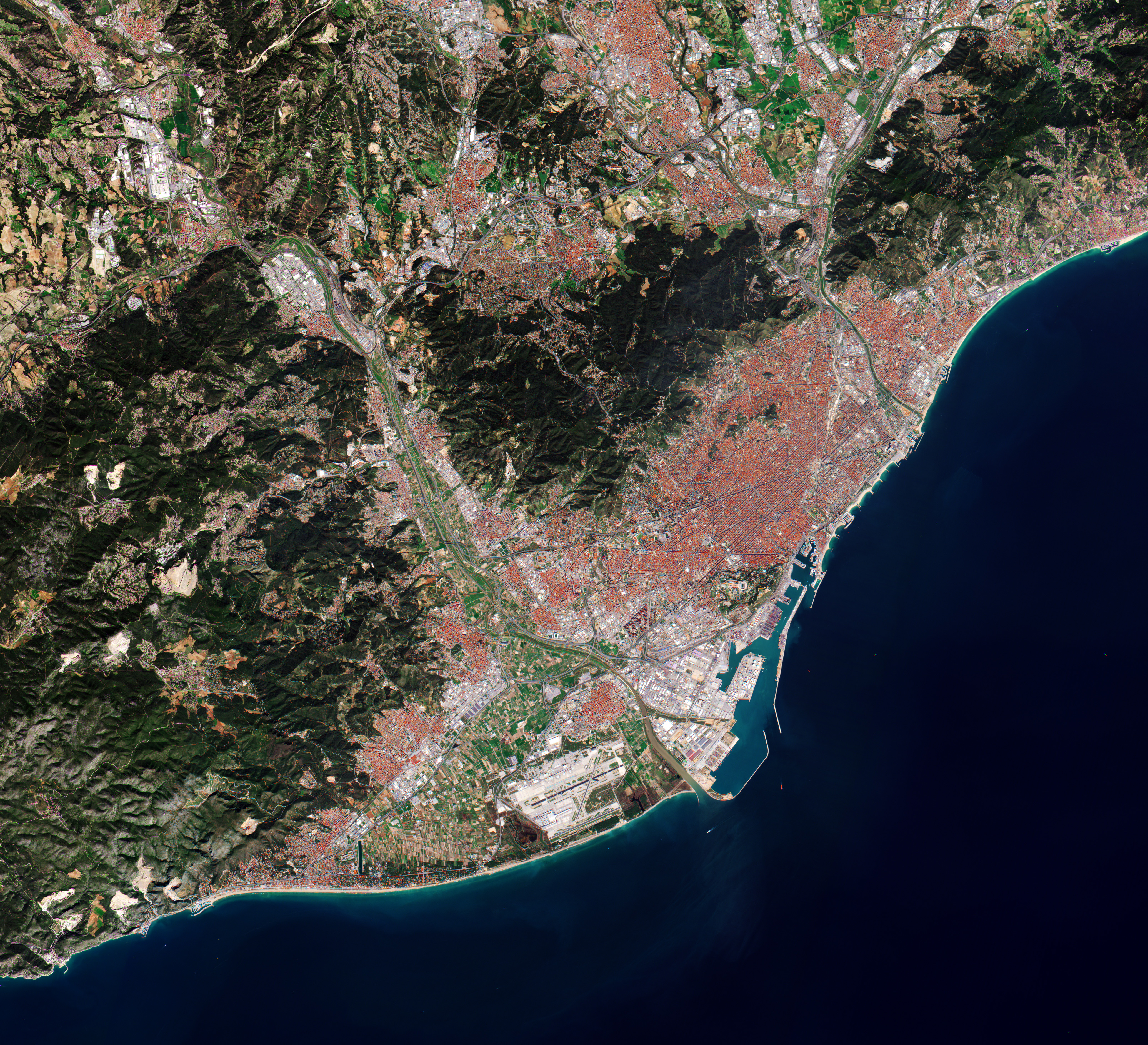
Satellitenbild Barcelonas

Barcelona liegt im Nordosten der iberischen Halbinsel an der Küste des Mittelmeeres auf einem fünf Kilometer breiten Plateau, das von der Bergkette Serra de Collserola und den Flüssen Llobregat im Süden sowie Besòs im Norden begrenzt wird. Die Pyrenäen liegen circa 120 Kilometer nördlich der Stadt.
Die Serra de Collserola, Teil des Küstengebirges, bildet den sanft gerundeten Hintergrund der Stadt. Ihr höchster Punkt, der Tibidabo, ist 512 Meter hoch und wird von dem 288,4 Meter hohen und weithin sichtbaren Sendeturm Torre de Collserola überragt. Der höchste Punkt der Stadtmitte ist der 16,9 Meter hohe Mont Tàber, auf dem die Kathedrale gebaut ist. Die Stadt ist von kleinen, meist bebauten Hügeln durchzogen, die den auf ihnen errichteten Vierteln den Namen gaben: Carmel (267 Meter), Monterols (121 Meter), Putxet (181 Meter), Rovira (261 Meter) und Peira (133 Meter).
Der Berg Montjuïc (173 Meter) liegt im Südwesten und überblickt den Hafen. Auf ihm liegt auch die Festung aus dem 17. und 18. Jahrhundert, die als Ersatz für die Ciutadella die Stadt kontrollierte. Heute ist die Festung ein Militärmuseum, und der Berg beherbergt einige olympische und kulturelle Einrichtungen sowie bekannte Gärten.
Im Norden grenzt die Stadt an die Gemeinden Santa Coloma de Gramenet und Sant Adrià de Besòs, im Süden an L’Hospitalet de Llobregat und Esplugues de Llobregat, im Südosten liegt das Mittelmeer und im Westen liegen Montcada i Reixac und Sant Cugat del Vallès sowie Cerdanyola del Vallès.

### Stadtgliederung
Barcelona wird in 10 Distrikte gegliedert, diese weiter in 73 Barrios:

### Klima
|                        | Jan  | Feb  | Mär  | Apr  | Mai  | Jun  | Jul  | Aug  | Sep  | Okt  | Nov  | Dez  |   |      |
| Mittl. Temperatur (°C) | 9,2  | 9,9  | 11,8 | 13,7 | 16,9 | 20,9 | 23,9 | 24,4 | 21,7 | 17,8 | 13,0 | 10,0 | ⌀ | 16,1 |
| Mittl. Tagesmax. (°C)  | 13,6 | 14,3 | 16,1 | 18,0 | 21,1 | 24,9 | 28,0 | 28,5 | 26,0 | 22,1 | 17,3 | 14,3 | ⌀ | 20,4 |
| Mittl. Tagesmin. (°C)  | 4,7  | 5,4  | 7,4  | 9,4  | 12,4 | 16,8 | 19,8 | 20,2 | 17,4 | 13,5 | 8,6  | 5,7  | ⌀ | 11,8 |
|                        |      |      |      |      |      |      |      |      |      |      |      |      |   |      |
| Niederschlag (mm)      | 37   | 35   | 36   | 40   | 47   | 30   | 21   | 62   | 81   | 91   | 59   | 40   | Σ | 579  |
|                        |      |      |      |      |      |      |      |      |      |      |      |      |   |      |
| Sonnenstunden (h/d)    | 4,9  | 5,8  | 6,6  | 7,6  | 8,1  | 8,9  | 9,8  | 9,0  | 6,3  | 5,9  | 4,8  | 4,5  | ⌀ | 6,9  |
|                        |      |      |      |      |      |      |      |      |      |      |      |      |   |      |
| Regentage (d)          | 3,7  | 4,0  | 4,5  | 5,1  | 4,7  | 3,6  | 1,8  | 4,5  | 5,2  | 6,3  | 5,1  | 4,4  | Σ | 52,9 |
|                        |      |      |      |      |      |      |      |      |      |      |      |      |   |      |
| Wassertemperatur (°C)  | 13   | 12   | 13   | 14   | 16   | 19   | 22   | 24   | 22   | 20   | 16   | 14   | ⌀ | 17,1 |
|                        |      |      |      |      |      |      |      |      |      |      |      |      |   |      |
| Luftfeuchtigkeit (%)   | 70   | 70   | 70   | 69   | 70   | 68   | 67   | 68   | 70   | 73   | 71   | 69   | ⌀ | 69,6 |

| 4,7 |

| 5,4 |

| 7,4 |

| 9,4 |

| 12,4 |

| 16,8 |

| 19,8 |

| 20,2 |

| 17,4 |

| 13,5 |

| 8,6 |

| 5,7 |

| 4,7 |

| 5,4 |

| 7,4 |

| 9,4 |

| 12,4 |

| 16,8 |

| 19,8 |

| 20,2 |

| 17,4 |

| 13,5 |

| 8,6 |

| 5,7 |

Das Klima von Barcelona ist typisch für den Mittelmeerraum; es gehört den Subtropen an und besteht aus heißen, trockenen Sommern und milden Wintern.
| Windrichtungen in Barcelona von 2002 bis 2012 (Durchschnittswerte) | Windrichtungen in Barcelona von 2002 bis 2012 (Durchschnittswerte) | Windrichtungen in Barcelona von 2002 bis 2012 (Durchschnittswerte) | Windrichtungen in Barcelona von 2002 bis 2012 (Durchschnittswerte) | Windrichtungen in Barcelona von 2002 bis 2012 (Durchschnittswerte) | Windrichtungen in Barcelona von 2002 bis 2012 (Durchschnittswerte) | Windrichtungen in Barcelona von 2002 bis 2012 (Durchschnittswerte) | Windrichtungen in Barcelona von 2002 bis 2012 (Durchschnittswerte) |
| ------------------------------------------------------------------ | ------------------------------------------------------------------ | ------------------------------------------------------------------ | ------------------------------------------------------------------ | ------------------------------------------------------------------ | ------------------------------------------------------------------ | ------------------------------------------------------------------ | ------------------------------------------------------------------ |
| Nördlich                                                           | Nordöstlich                                                        | Östlich                                                            | Südöstlich                                                         | Südlich                                                            | Südwestliche                                                       | Western                                                            | Northwestern                                                       |
| 7,2 %                                                              | 3,7 %                                                              | 15,2 %                                                             | 11,3 %                                                             | 21,1 %                                                             | 33,7 %                                                             | 4,4 %                                                              | 3,4 %                                                              |
| Quelle: world-weather.com.de                                       |                                                                    |                                                                    |                                                                    |                                                                    |                                                                    |                                                                    |                                                                    |

## Geschichte
Die Geschichte Barcelonas begann vor 2000 Jahren mit der iberischen Siedlung Barkeno. Ihre leicht zu verteidigende Lage auf einer Küstenebene zwischen dem Collserola-Kamm und dem Mittelmeer auf dem Weg von Mitteleuropa zur Iberischen Halbinsel hat die Bedeutung dieser Stadt durch alle Zeiten sichergestellt.

### Ursprünge
Über die Ursprünge von Barcelona ist nur wenig bekannt. Aus der Zeit vor der Eroberung der Iberischen Halbinsel durch die Römer finden sich auf der Ebene Barcelonas Artefakte aus der Jungsteinzeit und der Kupfersteinzeit. Später, im dritten und zweiten vorchristlichen Jahrhundert, wurde die Landschaft von den Laietani, einem iberischen Volk, besiedelt, die in Barkeno am Táber-Hügel (die heutige Ciutat Vella) und in Laie (oder Laiesken) am Montjuïc lebten. In beiden Siedlungen wurden Münzen geprägt, die noch erhalten sind. Um dieselbe Zeit wurde eine kleine griechische Kolonie namens Kallipolis errichtet, deren genaue Lage jedoch unbekannt ist. 218 v. Chr., am Beginn des Zweiten Punischen Krieges, wurde die Gegend von den Karthagern unter der Führung Hannibal Barkas’ erobert. Bis zu diesem Zeitpunkt verlief die Nordgrenze der karthagischen Territorien am Ebro, also 150 Kilometer südlich. Diese militärische Besetzung wird oft als Gründung von Barcelona bezeichnet.

### Gründungslegenden
Es gibt zumindest zwei weitere Versionen über die Gründung Barcelonas, die ihren Ursprung bei Historikern aus dem fünfzehnten Jahrhundert haben. Eine schreibt die Gründung dem karthagischen General Hamilkar Barkas zu, dem Vater Hannibals. Er soll die Stadt um 230 v. Chr. als Barkenon, Barcelino oder Barci Nova gegründet haben. Wegen der Namensähnlichkeiten der karthagischen Dynastie Barkas und der heutigen Stadt wird angenommen, dass der Name Barcelona auf die Gründung oder Eroberung dieser Siedlung durch die Dynastie der Barkas zurückgehen könnte.
Die zweite Version (aus dem Reich der Mythen) behauptet, dass der Halbgott Herakles die Stadt um 1153 v. Chr. gegründet hat (also rund 400 Jahre vor Rom). Während der vierten seiner Arbeiten schloss sich Herakles Jason und den Argonauten bei ihrer Suche nach dem Goldenen Vlies an. Als eines der neun Schiffe, auf denen sie das Mittelmeer bereisten, wegen eines Sturmes an der katalanischen Küste verloren ging, machte der Held sich auf die Suche danach und fand es bei einem kleinen Hügel, zwar zerstört, aber mit geretteter Mannschaft. Herakles sei von der Schönheit der Gegend so fasziniert gewesen, dass er eine Stadt namens Barca Nona (italienisch Neuntes Schiff) gründete. Dagegen spricht, dass zu dieser Zeit auf der iberischen Halbinsel weder Latein noch die romanischen Sprachen (zu der die Italienische Sprache zählt) gesprochen wurden, die ja erst mit der Verbreitung des Vulgärlateins durch das Römische Imperium Jahrhunderte später entstanden.

### Unter den Römern

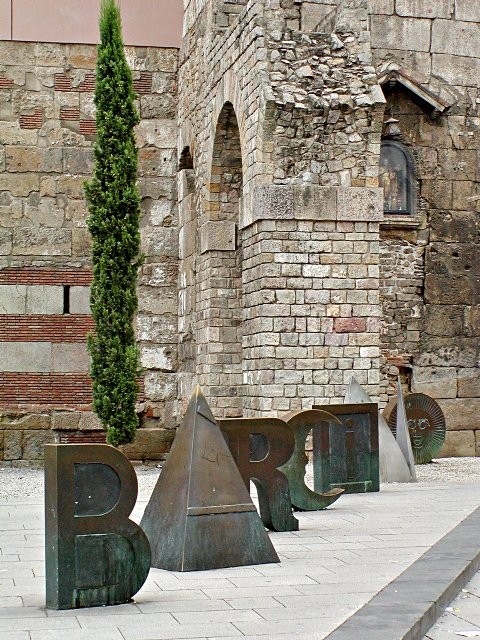
Skulptur Barcino von Joan Brossa vor den Resten des römischen Aquädukts an der Plaça Nova

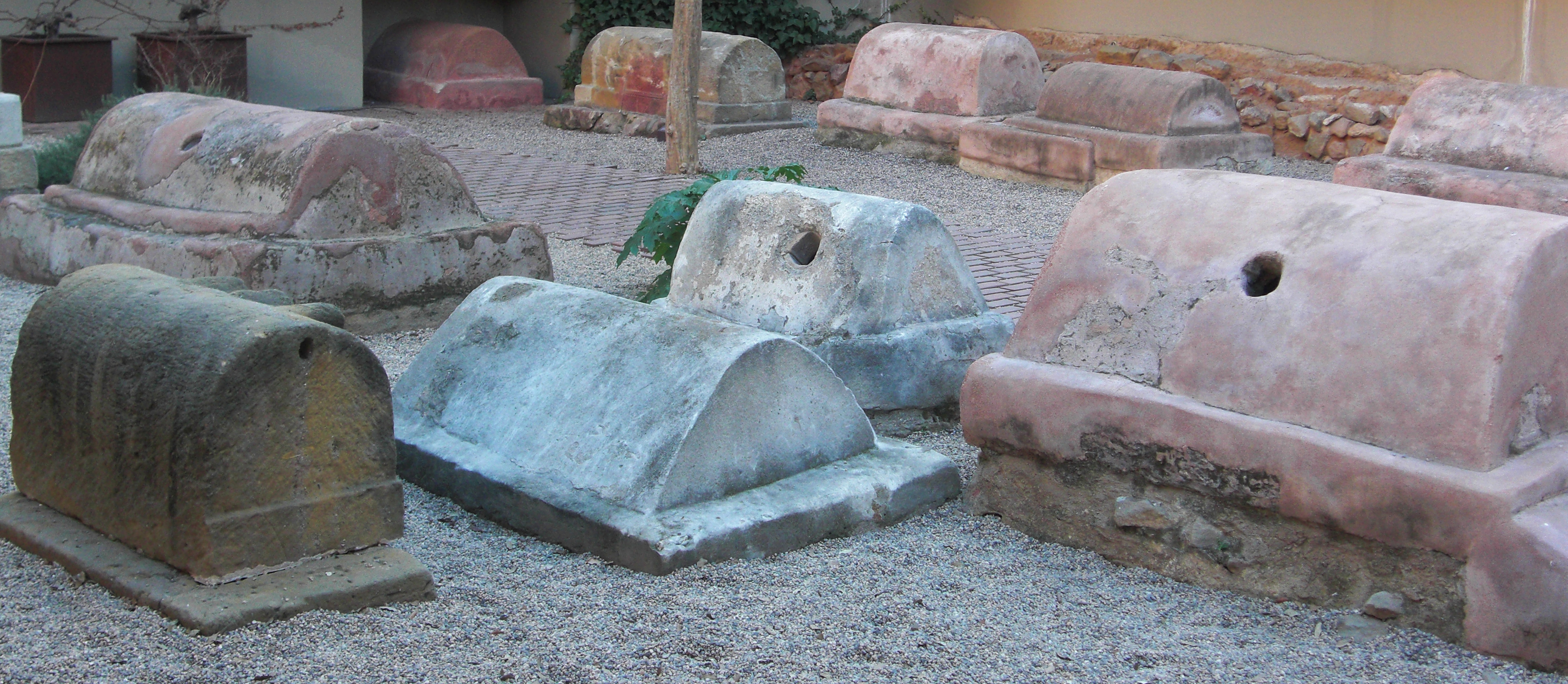
Römische Gräber

Es gibt nur wenige Kenntnisse über die Zeit zwischen 218 vor Christus und der Zeitenwende. Die römische Republik übernahm zunächst die Kontrolle über den Landstrich und eroberte danach die restliche Iberische Halbinsel in den Kantabrischen Kriegen, die unter Augustus 19 vor Christus beendet wurden. Der Nordosten der Halbinsel war die erste Region, die unter römische Kontrolle fiel, und diente daher als Basis zur weiteren Eroberung. Obwohl sich die Römer in Barcino niederließen, war es viel weniger bedeutend als die Hauptstädte Tarraco und Caesaraugusta. Der Name Barcino wurde am Ende der Herrschaft von Augustus, Roms erstem Kaiser, beschlossen. Es war die Kurzform für die 133 vor Christus gegründete Colonia Faventia Iulia Augusta Pia Barcino. Als Kolonie war es dazu ausersehen, Land für pensionierte Soldaten bereitzustellen. Der römische Geograph Pomponius Mela berichtet von Barcino als einer Anzahl kleinerer Ansiedelungen unter Kontrolle Tarragonas (Tarraco). Dennoch erlaubte die strategische Position der Stadt an einem Arm der Via Augusta ihre wirtschaftliche Entwicklung, und sie genoss so Steuerfreiheit.
In der Zeit des Kaisers Augustus hatte Barcino das Aussehen eines castrums (also eines Militärlagers) mit seinen üblichen rechtwinkligen Hauptstraßen, die Cardo in Nord-Süd- und die Decumanus in Ost-West-Richtung. Das Forum (heute die Plaça de Sant Jaume) lag auf dem Mont Tàber, der heute die höchste Erhebung des Barri Gòtic ist. Die Mauern erstreckten sich über eine Länge von 1,5 Kilometern und schlossen 12 Hektar ein. Im zweiten Jahrhundert war die Stadt schon zu einem richtigen oppidum gewachsen und hatte eine Bevölkerung von 3500 bis 5000 Menschen. Die Wirtschaft basierte auf der Kultivierung des umliegenden Landes und dem Weinbau. Die archäologischen Funde dieser Periode (Skulpturen, Mosaike, Amphoren) bezeugen eine relativ reiche Bevölkerung, obwohl die Stadt keines der wichtigen öffentlichen Gebäude besaß, wie ein Amphitheater oder einen Circus, die in wichtigeren römischen Städten wie auch Tarragona existierten. Es gab nur ein öffentliches Gebäude, und zwar den Tempel, der Augustus geweiht war (Augustus-Tempel) und wahrscheinlich am Anfang des ersten Jahrhunderts gebaut wurde. Er war ziemlich groß – gemessen an der Größe Barcinos – 35 Meter lang und 17,5 Meter breit und von korinthischen Säulen umgeben.
Als sich der Niedergang des Imperiums näherte, kam es auch zu ersten germanischen Einfällen um das Jahr 250, worauf die Befestigungsanlagen in den späteren Jahren des dritten Jahrhunderts unter Claudius II. verstärkt wurden. Die neue Doppelmauer war mindestens zwei Meter hoch (an manchen Stellen bis zu acht Meter) und von 78 Türmen gesäumt, die 18 Meter hoch waren. Diese neuen Anlagen waren die stärksten in dieser römischen Provinz und sollten später für die steigende Bedeutung Barcinos im Vergleich zu Tarragona wichtig sein.

### Die ersten Christen
Die ersten christlichen Gemeinschaften in der Provinz Tarragonas wurden während des dritten Jahrhunderts gegründet. Die Diözese von Tarragona entstand im Jahr 259, als deren Bischof, der Heilige Fructuosus und die Diakone Augurius und Eulogius auf Befehl Kaiser Valerians getötet wurden. Die christliche Gemeinde von Barcino scheint in der späteren Hälfte des 3. Jahrhunderts aufgebaut worden zu sein. Die Verfolgung der Christen unter Diokletian am Beginn des vierten Jahrhunderts führte zu einem Märtyrer in der Region Barcinos, dem heiligen Cucuphas. Angeblich von afrikanischer Abstammung, arbeitete Cucuphas in einigen Gebieten der Provinz (Barcino, Egara – heute Terrassa – und Iluro – heute Mataró), bevor er im Castrum Octavium (heute Sant Cugat del Vallès in der Nähe Barcelonas) gekreuzigt wurde. Die heilige Jungfrau Eulalia soll auch eine Märtyrerin aus Barcelona sein. Das Edikt von Mailand unter Kaiser Konstantin (313) gewährte den Christen Religionsfreiheit im römischen Imperium. Der erste bekannte Bischof Barcinos war Pretextat (starb um 360), der die Synode von Sofia im Jahr 347 besuchte. Pacian und Lampius (starb 400) folgten ihm nach. Pacian ist besonders für seine Arbeiten De baptismo („Über die Taufe“) und Libellus exhortatorius ad poenitentium („Über die Buße“) bekannt. Die erste Kirche, die Basílica de la Santa Creu an der Stelle der modernen Kathedrale, wurde am Ende des 4. Jahrhunderts gebaut.

### Unter den Westgoten

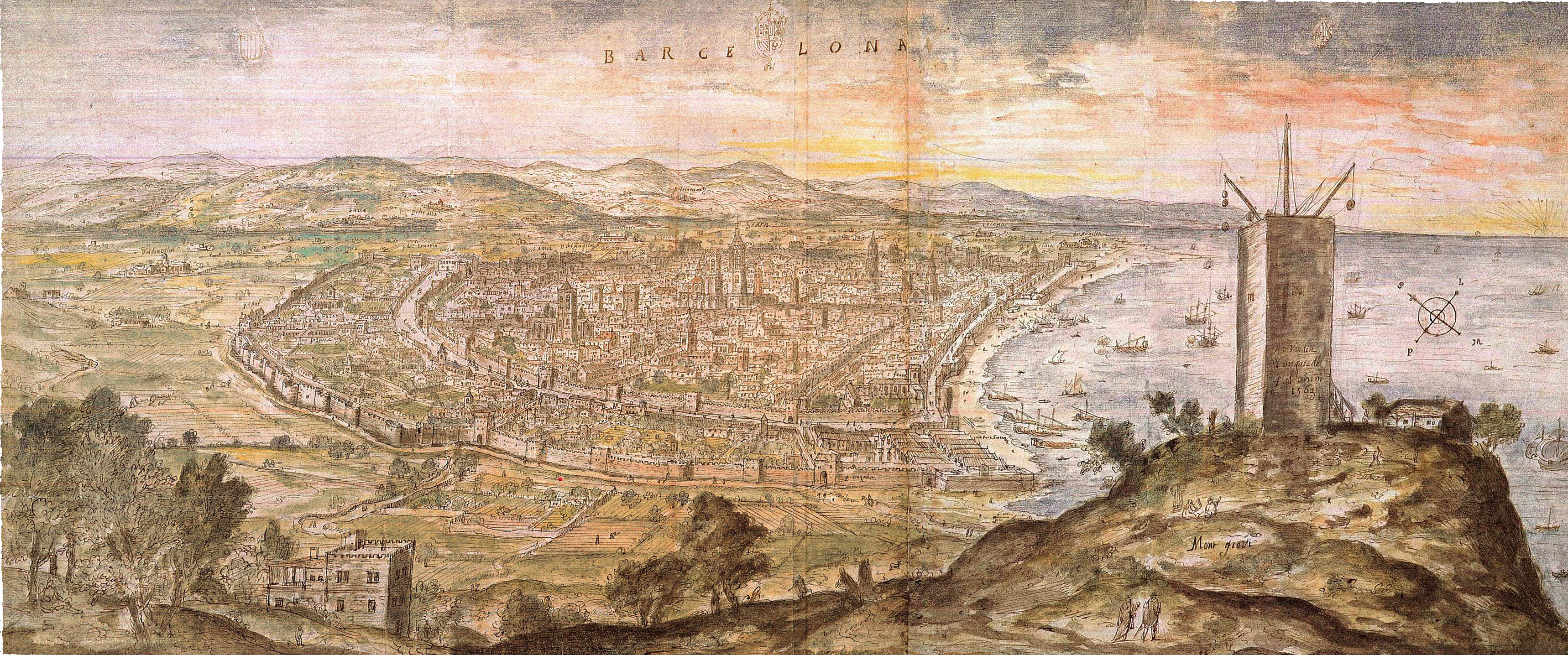
Ansicht Barcelonas 1563 von Anton van den Wyngaerde

Am Ende des 5. Jahrhunderts begann sich der Fall des weströmischen Reiches durch germanische Völker abzuzeichnen, die einige schwere Angriffe auf das Imperium verübten. Im Jahr 410 wurde Rom unter dem Westgoten Alarich I. erobert. Alarichs Stiefbruder und Nachfolger Athaulf führte die westgotischen Truppen nach Südgallien, und nach der Niederlage gegen die römischen Streitkräfte bei Narbona (414) floh er über die Pyrenäen in die Provinz von Tarragona. Athaulf errichtete seinen Sitz in Barcino, wo er von seinen eigenen Truppen 415 ermordet wurde.
Der Tod Athaulfs veränderte die Beziehungen zwischen Römern und Westgoten. Unter Walia (415–419) wurden sie zu Bundesgenossen, um die anderen germanischen Stämme in Spanien zu kontrollieren. Walia war darin so erfolgreich, dass Kaiser Flavius Honorius das Gebiet der Westgoten um die Provinzen von Aquitania und Gallia Narbonensis erweiterte. Walia hatte seinen Sitz in Tolosa (heute Toulouse). Barcino blieb jedoch aufgrund seiner hervorragenden Verteidigungsmauern ein bedeutendes Zentrum des westgotischen Königreichs.
Nach dem Tod Alarich II. in der Schlacht von Vouillé gegen die Franken (507) machte sein Nachfolger Gesaleic (507–511) Barcino zur Hauptstadt seines Reiches. Barcino kehrte zu seiner Rolle als Provinzstadt mit der Erhebung Toledos zur Hauptstadt unter Leovigild 573 zurück. Die Westgoten stellten nur eine Minderheit der städtischen Bevölkerung dar, hatten jedoch die Machtpositionen inne. Die ersten Herrscher waren zunächst Arianer, tolerierten jedoch, dass die meisten Einwohner katholisch waren. Das religiöse Zentrum wechselte von der Basílica de la Santa Cruz (die zu einem arianischen Tempel wurde) zu der Kirche Sant Just. Katholische Konzilien wurden 540 unter Bischof Nebridi und 599 unter Ugern in der wiedergeweihten Basilica abgehalten. Zweifellos war die damals gesprochene Umgangssprache Vulgärlatein, das auch von den westgotischen Herrschern angenommen wurde. Langsam veränderte sich das lateinische Barcino (zum Beispiel Barcinone, Barcinonem, Barcinonam, Barchinona).

### Unter den Mauren
Die Truppen der Mauren erreichten die iberische Halbinsel im Jahr 711. Nach der Zerstörung Tarragonas im Jahr 717 ergab sich Barcelona und wurde dadurch vor größerer Zerstörung bewahrt. Die Herrschaft der Mauren in Barcelona dauerte weniger als ein Jahrhundert. Die Kathedrale wurde in eine Moschee umgewandelt, und die Steuern für Andersgläubige wurden erhöht.

### Barcelona in der Spanischen Mark
Ludwig der Fromme, Sohn Karls des Großen, eroberte 801 Barcelona nach einer mehrmonatigen Belagerung. Die Stadt sollte die südlichste seiner Eroberungen von den Mauren sein, da er in Tortosa und bei den Flüssen Llobregat und Cardener zurückgeschlagen wurde. Diese Grenzregion wurde als Spanische Mark bezeichnet. Sie wurde von mehreren Grafen verwaltet, die vom König eingesetzt wurden. Barcelona wurde zum Sitz eines Grafen. Die ersten karolingischen Grafen Barcelonas waren nur wenig mehr als königliche Beamte, doch im Lauf der Zeit gewann ihr Status an Macht und Unabhängigkeit von der Zentralgewalt und den schwachen karolingischen Königen. Außerdem wurden mehrere Gebiete einem Grafen zugeteilt.
Der letzte Graf Barcelonas, der von den Karolingern eingesetzt wurde, war Wilfried I., der Haarige. Davor war er schon Graf von Cerdanya und Urgell gewesen und erhielt 878 die Grafschaften von Barcelona, Girona und Besalú. Als er 897 starb, wurden Wilfrieds Besitztümer unter seinen zwei Söhnen Wilfried II. und Miro dem Jüngeren aufgeteilt, was die Einführung des Erbadels in der Spanischen Mark bedeutete.
Wilfried II. war der letzte Graf, der dem karolingischen Hof Treue schwören musste, obwohl das Lehen eigentlich erst 1258 im Vertrag von Corbeil abgeschafft wurde. Die Vorherrschaft der Grafen von Barcelona unter den Herrschern der Spanischen Mark war zum Teil die Folge ihrer militärischen Fähigkeiten, wodurch es ihnen gelang, weitere Territorien von den maurischen Herrschern zu erobern. Sie versuchten außerdem, wieder Einwohner im Inland anzusiedeln, dessen Bewohner durch zwei Jahrhunderte Krieg dezimiert worden waren. Barcelona mit seinen leicht zu verteidigenden und exzellenten Wehranlagen blühte durch die steigende Macht seiner Herrscher auf, während die anderen Grafschaften nur wenig vielversprechende Aussichten hatten.

### Unter der Krone Aragóns

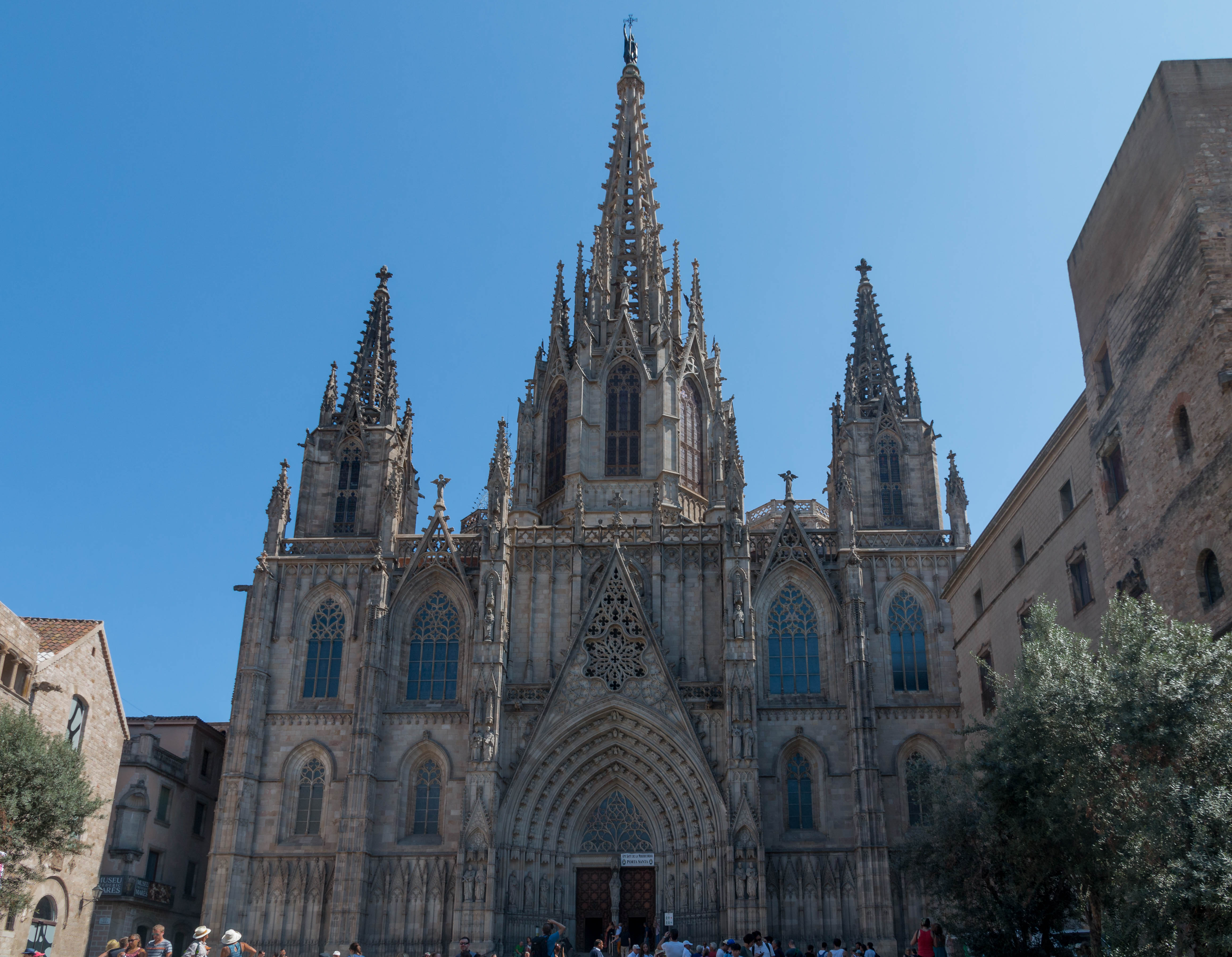
Die Kathedrale von Barcelona wurde im 15. Jahrhundert fertiggestellt

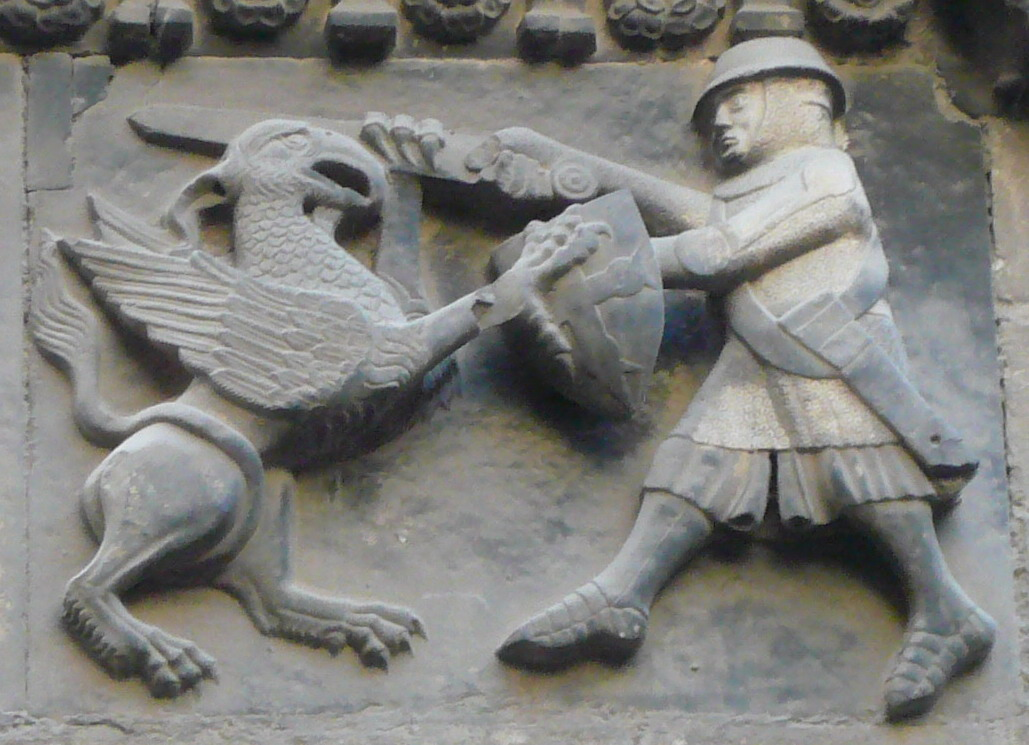
Relief am Portal de Sant Iu der Kathedrale von Barcelona

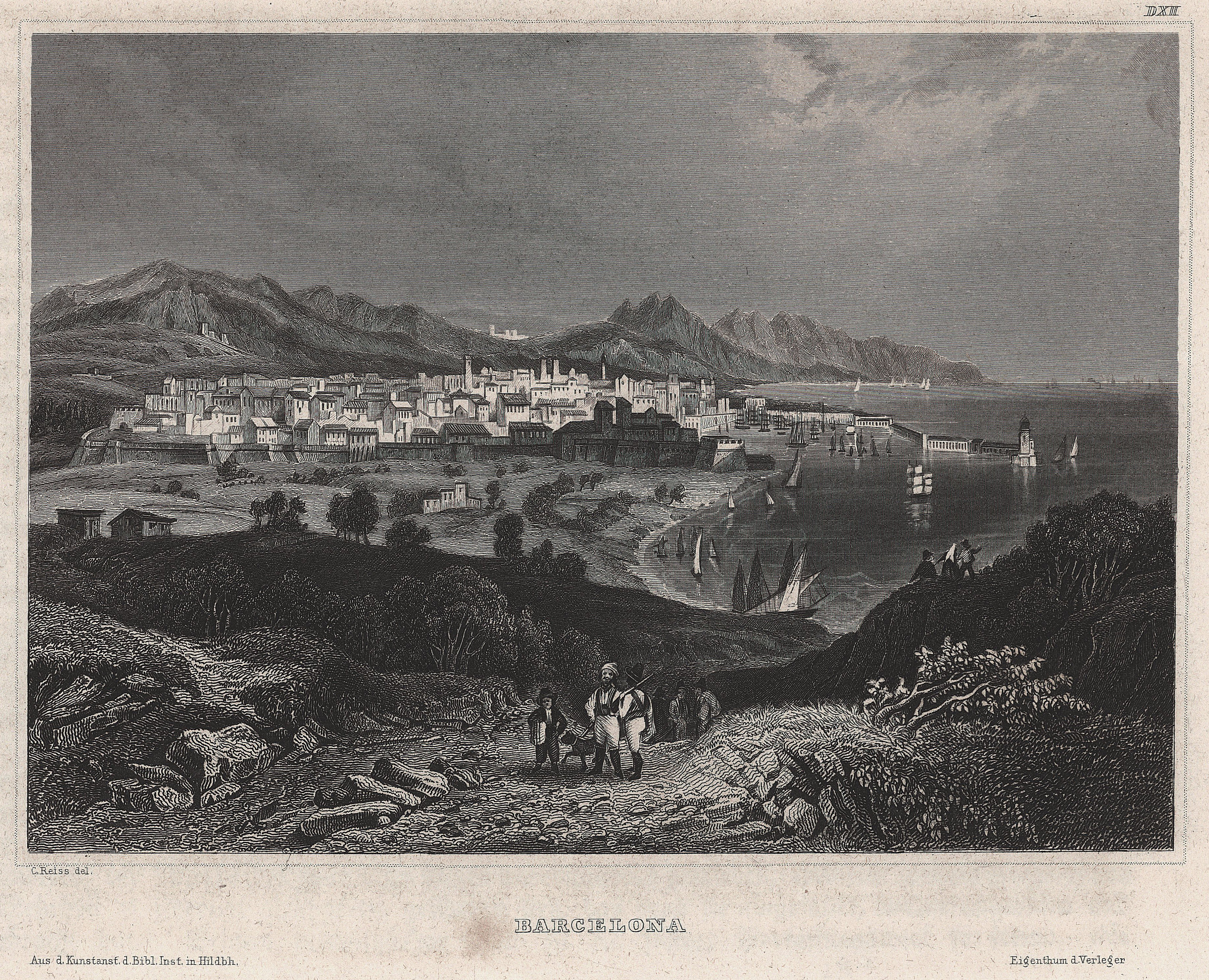
Blick auf Barcelona Mitte des 19. Jh.

Durch den Ehevertrag zwischen Ramon Berenguer IV., Graf von Barcelona, und der erst einjährigen Petronella, Erbin der Krone Aragoniens, entstand 1137 aus Aragonien und den im 12. Jahrhundert mit Katalonien weitgehend identischen Ländern der Grafen von Barcelona eine Staatsgemeinschaft, die als „Krone Aragonien“ bekannt ist. Durch weitere dynastische Verbindungen sowie Eroberungen wurde sie im Hoch- und Spätmittelalter zur führenden Macht des westlichen Mittelmeerraumes. Ihr wirtschaftliches und kulturelles Zentrum war der katalanische Teil der Staatsgemeinschaft, das Prinzipat Katalonien, dessen Handelsflotte den westlichen Mittelmeerraum beherrschte und Handelsvertretungen in zahlreichen Häfen hatte. Barcelona war zu jener Zeit bereits die größte Ansiedelung Kataloniens und eine wichtige Einkommensquelle des Landes.

### In der spanischen Monarchie
Die Hochzeit von Ferdinand II. von Aragonien mit Isabella I. von Kastilien im Jahr 1469 vereinigte die zwei Königsgeschlechter Spaniens. Dadurch verlagerte sich das politische Zentrum nach Toledo und später, unter dem Habsburger Philipp II. nach Madrid, und degradierte die einstige Krone Aragonien zur Provinz. Darüber hinaus musste Barcelona, wie viele spanische Städte am Mittelmeer, einen gewaltigen Handelsrückgang und Bedeutungsverlust durch die Entdeckung Amerikas hinnehmen.
Im Konflikt zwischen Spanien und Frankreich Mitte des 17. Jahrhunderts ergriff Katalonien Partei für Frankreich, saß jedoch dann beim Friedensschluss von 1659, dem Pyrenäenfrieden, zwischen allen Stühlen und wurde zweigeteilt: Die katalanischen Gebiete nördlich der Pyrenäen (Nordkatalonien) gingen an Frankreich verloren.
Im Spanischen Erbfolgekrieg (1700–1713), in dem es um die Thronfolge nach dem Tod des kinderlos gebliebenen Karl II. ging, ergriff Katalonien Partei für den Habsburger Thronprätendenten Erzherzog Karl und gegen den Bourbonen Philipp von Anjou – später als Philipp V. bekannt. Nach der Belagerung von 1705 zog Karl in die Stadt ein. Der im Frieden von Utrecht als Sieger hervorgegangene Philipp V. bestrafte Katalonien dafür hart: 1714 wurde Barcelona von französischen Truppen erobert und besetzt, und die katalanischen Institutionen wurden aufgelöst, womit die katalanische Selbstverwaltung endete.
Die Stadt war im 19. Jahrhundert Schauplatz mehrerer Aufstände. Unter anderem kam es im November 1842 zu Protesten gegen die von der spanischen Regierung auferlegten Belastungen. In der Stadt gewannen die Aufständischen die Oberhand, das Militär zog sich auf die Festung am Montjuïc zurück. Auf Befehl von Regent Baldomero Espartero begann am 3. Dezember 1842 ein Beschuss der Stadt, der zwölf Stunden dauerte. Er führte zu erheblichen Zerstörungen und kostete etwa 100 Menschen das Leben. Am Tag darauf ergaben sich die Rebellen und wurden entwaffnet.
Ab Mitte des 19. Jahrhunderts erlebte die Stadt einen erneuten wirtschaftlichen Aufschwung und wurde ein Zentrum der industriellen Entwicklung Spaniens, wodurch Reichtum und politischer Einfluss in die Region zurückkehrten. Gleichzeitig entwickelte sich Barcelona im Zuge der Industrialisierung und der extremen sozialen Unterschiede zwischen der Großbourgeoisie und der Arbeiterschaft zu einer Stadt, in der der spanische Anarchismus besonders viele Anhänger fand. Sie war in den 1890er Jahren Schauplatz zahlreicher anarchistischer Anschläge. So verübte hier am 24. September 1893 der Anarchist Pallas ein Bombenattentat auf Arsenio Martínez-Campos, bei dem mehrere Personen getötet und verwundet wurden. Pallas wurde am 5. Oktober vor ein Erschießungspeloton gestellt. Um seine Hinrichtung zu rächen, wurde am 7. November bei einer Vorstellung im Gran Teatre del Liceu ein weiteres Attentat verübt, bei dem 23 Personen getötet und etwa 40 verletzt wurden.

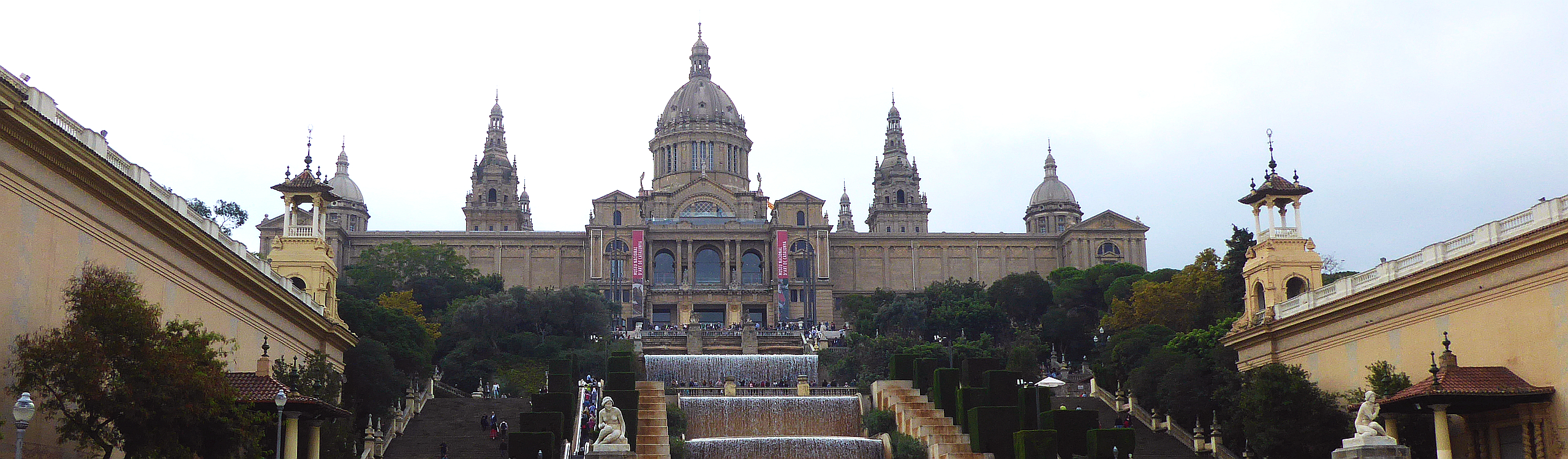
Palacios de Alfonso XIII y Victoria Eugenia, auch Palau Nacional (1923)

Nach Abriss der mittelalterlichen Stadtmauern 1854–1856 wurde der neue Stadtbezirk Eixample (wörtlich: „Erweiterung“) geplant und angelegt. Der Verfasser des städtebaulichen Entwurfes war Ildefons Cerdà, der ein Raster plante, das bis heute den Stadtraum prägt. 1888 war Barcelona Gastgeber der Weltausstellung, die zu einer großen Ausdehnung der Stadtfläche vom Parc de la Ciutadella bis zu Barceloneta führte. 1897 wurden sechs umliegende Ortschaften, darunter Gràcia und Sants, eingemeindet. Der Wohlstand der Stadt führte auch zum Wiederentstehen als kulturelles Zentrum. Mit der Exposición Internacional de Barcelona wurde 1929 eine zweite große internationale Ausstellung organisiert, die als Weltausstellung anerkannt wurde und zur Urbanisierung der Gegend um die Plaça d’Espanya sowie zum Bau der U-Bahn führte. Als dort weithin sichtbares Zeichen der baulichen Veränderungen dieser Zeit gilt der Palacios de Alfonso XIII y Victoria Eugenia oder auch Palau Nacional genannt, der von 1918 bis 1923 errichtet wurde. Der Palastkomplex dient inzwischen dem Museu Nacional d’Art de Catalunya (MNAC) für moderne Kunst und Architektur als Ausstellungsplatz.

### Die zweite Republik und der Bürgerkrieg

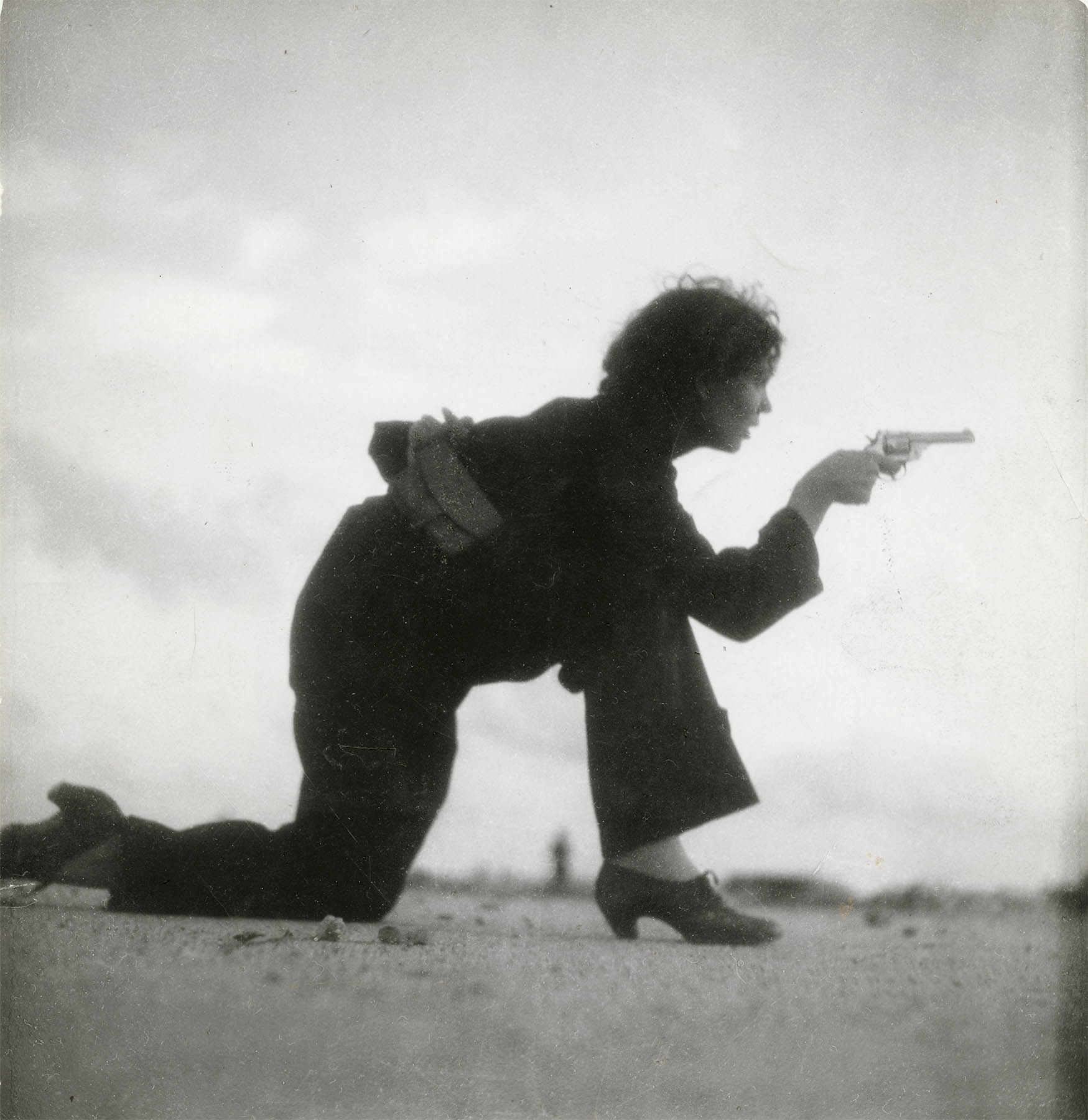
Gerda Taro: Republikanische Milizionärin in Barcelona, 1936

Nach dem Wahlsieg der spanischen Linken, die sich 1936 zum Frente Popular (zur „Volksfront“) zusammengeschlossen hatte, sollte Barcelona Austragungsort einer Volksolympiade werden, einer Gegenveranstaltung zu den Olympischen Spielen von Berlin im nationalsozialistischen Deutschland. Mit dem Ausbruch des Spanischen Bürgerkriegs im Juli 1936 mussten die Wettkämpfe jedoch bereits mit der Eröffnungsfeier abgebrochen werden. Einige der Athleten schlossen sich in der Folge den sozialistischen, kommunistischen und anarchistischen Milizen zur Verteidigung der spanischen Republik an, die eine Keimzelle der späteren Internationalen Brigaden wurden.

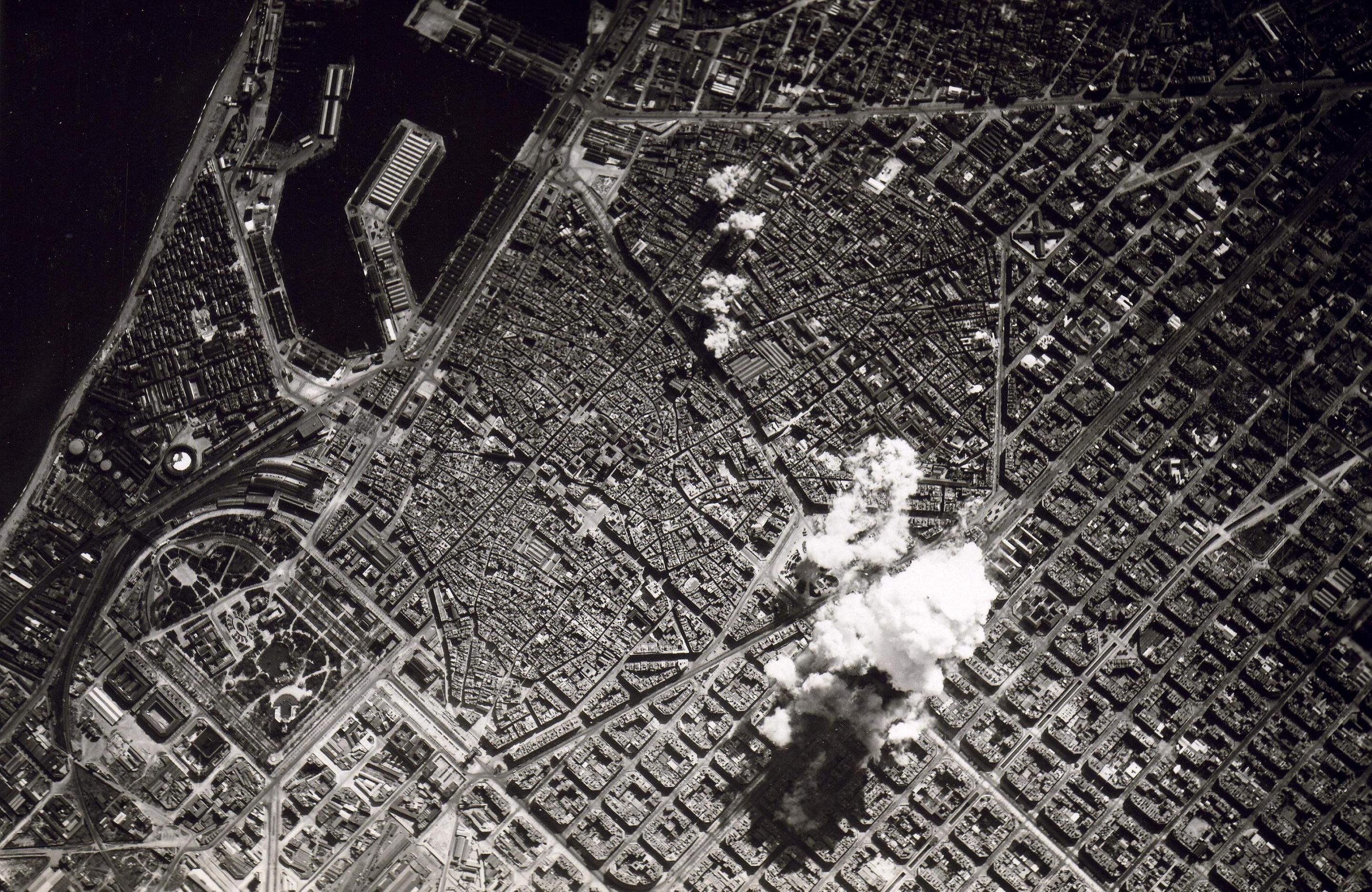
Barcelona wird von der italienischen Luftwaffe bombardiert, 1938.

In Barcelona, einer Hochburg republikanischer Kräfte, wurden die aufständischen Truppen schnell von Milizen und regierungstreuen Verbänden der Guardia Civil zerschlagen. Im Jahr 1937 kam es in der Stadt dann aber zu einer bewaffneten Auseinandersetzung innerhalb des republikanischen Lagers, zwischen Anarchisten und Linksmarxisten einerseits und Kommunisten und Sozialisten andererseits – den sogenannten Maiereignissen von Barcelona, einem Bürgerkrieg im Bürgerkrieg, der erst nach Tagen und Hunderten von Todesopfern beendet werden konnte.
Zusätzlich wurde Barcelona von 1937 bis 1939 zum Ziel massiver See- und Luftangriffe, die überwiegend von der italienischen Aviazione Legionaria durchgeführt wurden. Allerdings wurden die Streitkräfte des faschistischen Italien dabei teilweise auch von der deutschen Legion Condor unterstützt. Insgesamt fielen diesen Angriffen in Barcelona etwa 4000 Menschen zum Opfer. Mit dem nahenden militärischen Zusammenbruch der zweiten Republik erreichten die nationalistischen Verbände Ende 1938 die Grenzen der Stadt, die am 26. Januar 1939 unter die Kontrolle der Truppen Francos fiel.

### Unter Franco
Der massive Widerstand Barcelonas gegen den Putsch Francos hatte nach der Niederlage der republikanischen Regierung verheerende Folgen für Katalonien. Die autonomen Institutionen der Region – wie die Generalitat de Catalunya – wurden abgeschafft und der Gebrauch der katalanischen Sprache in der Öffentlichkeit, der Ausbildung und dem Verlagswesen unterdrückt, wodurch Barcelona seine Rolle als politisches und kulturelles Zentrum einbüßte. Dennoch blieb es eines der wirtschaftlichen und industriellen Zentren des Landes und zog in den folgenden Jahrzehnten viele Immigranten aus ärmeren spanischen Regionen an (vor allem aus Andalusien und Galicien). Der Anstieg der Einwohnerzahl führte zu einer beschleunigten Urbanisierung, zur Entwicklung des U-Bahn- und Straßennetzes, aber auch zum Bau großer Schlafstädte am Stadtrand. Darüber hinaus verstärkte die Zuwanderung spanischsprechender Bevölkerungsschichten die vom Franco-Regime betriebene Zurückdrängung der katalanischen Kultur in Barcelona, eine Entwicklung, von der sich die Stadt nach Ende der Franco-Ära zügig erholte.

### Modernes Barcelona

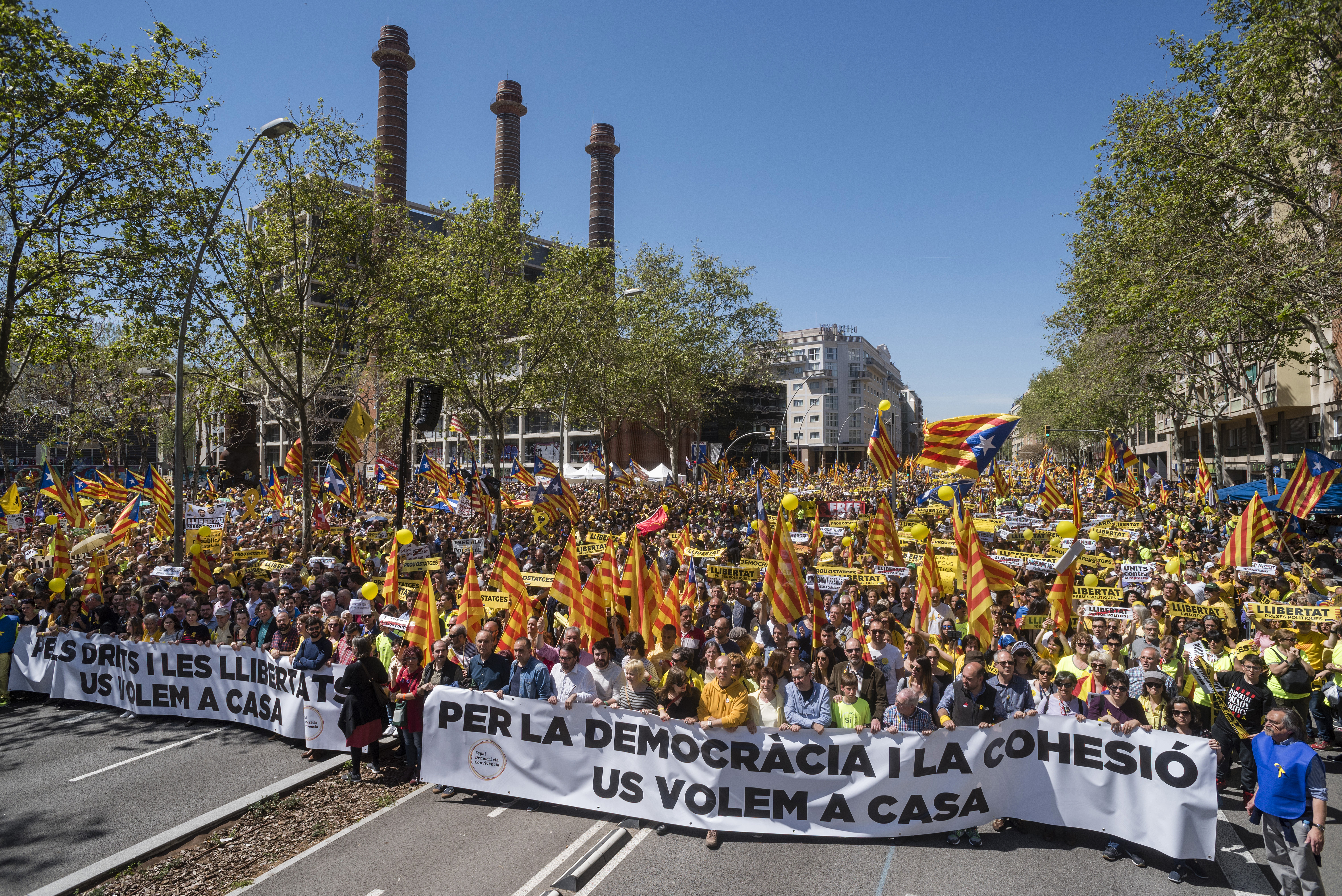
Kundgebung am 15. April 2018 in Barcelona

Der Tod Francos im Jahr 1975 führte zu einer Demokratisierungsbewegung in Spanien, der Transición, die insbesondere auch in Katalonien breite Unterstützung fand. Im Jahr 1977 kam es in Barcelona zu einer Großdemonstration mit über einer Million Menschen, die im Zuge der politischen Erneuerung Spaniens die Wiederherstellung der katalanischen Autonomie forderten. Diese wurde bereits kurz darauf mit der Rückkehr von Josep Tarradellas – dem Präsidenten der Generalitat im französischen Exil – und dem Gesetz zum Autonomiestatut Kataloniens, dem Estatut de’Autonomia, wieder eingerichtet. 250.000 Menschen demonstrierten gegen den Putsch reaktionärer Kräfte vom 23. Februar 1981 und sprachen sich zugunsten der Demokratie aus.
Die Entwicklung Barcelonas wurde in den folgenden Jahren durch zwei bedeutende Ereignisse gefördert: den Beitritt Spaniens zur EU 1986 und die Olympischen Sommerspiele 1992. Die Stadt entwickelte sich zu einem beliebten Touristenziel mit stetig ansteigenden Besucherzahlen. Da viele Familien aus der dicht bebauten Innenstadt in die Vororte zogen, sank die Bevölkerungszahl in den letzten zwei Jahrzehnten des 20. Jahrhunderts um 17 Prozent, stieg seit der Jahrtausendwende auf Grund einer starken Zuwanderung (vor allem aus EU-Staaten, Lateinamerika und Marokko) jedoch wieder an. Die städtebauliche Entwicklung der Stadt ist in den letzten Jahren von zahlreichen Großprojekten gekennzeichnet, die eine Verbesserung der Infrastruktur und der Lebensqualität zum Ziel haben, wie zum Beispiel der Sanierung der Strände, dem Neubau des Viertels Diagonal Mar anlässlich des Internationalen Forums der Kulturen 2004 und dem Bau der Hochgeschwindigkeitsbahnstrecke AVE von Madrid über Saragossa und Barcelona nach Frankreich.
Bei einem Autobomben-Anschlag der ETA auf das Parkhaus des Einkaufszentrums Hipercor in Barcelona starben am 19. Juni 1987 21 Menschen, 45 wurden verletzt.
Beim Terroranschlag in Barcelona am 17. August 2017, zu dem sich die Terrororganisation des sogenannten Islamischen Staats bekannt hat, starben mindestens 15 Menschen.
2026 wird Barcelona die dritte UIA - UNESCO Welthaupstadt der Architektur sein, nach Rio de Janeiro 2020 und Kopenhagen 2023.

## Politik
Seit 2023 ist Jaume Collboni Bürgermeister der Stadt. Zuvor war Ada Colau i Ballano (Barcelona en Comú) acht Jahre lang die erste Frau in der Geschichte Barcelonas Bürgermeisterin der Stadt.
Das Ergebnis der Wahl zum Stadtrat 2023 ist wie folgt:
| Partei | Partei                                                  | Ausprägung                                 | Führender Kopf         | Resultate 2019              | Resultate 2023              |  |
| ------ | ------------------------------------------------------- | ------------------------------------------ | ---------------------- | --------------------------- | --------------------------- |  |
|        | Trias for Barcelona–Municipal Commitment (TriasxBCN–CM) | Liberalismus, katalanischer Nationalismus  | Carles Puigdemont      | 10,50 % der Stimmen 5 Sitze | 22,5 % der Stimmen 11 Sitze |  |
|        | ERC–Mayor Ernest Maragall+BCN–Nova–AM                   | Katalanismus, Sozialdemokratie             | Ernest Maragall        | 21,4 % der Stimmen 10 Sitze | 11,20 % der Stimmen 5 Sitze |  |
|        | Barcelona en Comú–En Comú Guanyem                       | Partizipativ, Linkspopulismus              | Ada Colau              | 20,7 % der Stimmen 10 Sitze | 19,8 % der Stimmen 9 Sitze  |  |
|        | Partit dels Socialistes de Catalunya–Units per Avançar  | Sozialdemokratie, moderater Katalanismus   | Jaume Collboni         | 18,4 % der Stimmen 8 Sitze  | 19,8 % der Stimmen 10 Sitze |  |
|        | Partit Popular de Catalunya                             | Konservatismus, Christdemokratie           | Josep Bou              | 4,7 % der Stimmen 19 Sitze  | 9,2 % der Stimmen 4 Sitze   |  |
|        | Vox                                                     | Rechtspopulismus, Spanischer Nationalismus | Ignacio Garriga        | 1,2 % der Stimmen 0 Sitze   | 5,7 % der Stimmen 2 Sitze   |  |
|        |                                                         |                                            |                        |                             |                             |  |
|        | Candidatura d’Unitat Popular                            | Sezession, Sozialismus, EU-Skepsis         | Anna Saliente i Andrés | 3,9 % der Stimmen 0 Sitze   | 3,8 % der Stimmen 0 Sitze   |  |
|        | Übrige                                                  |                                            |                        | 6,7 % der Stimmen           |                             |  |

## Verwaltung

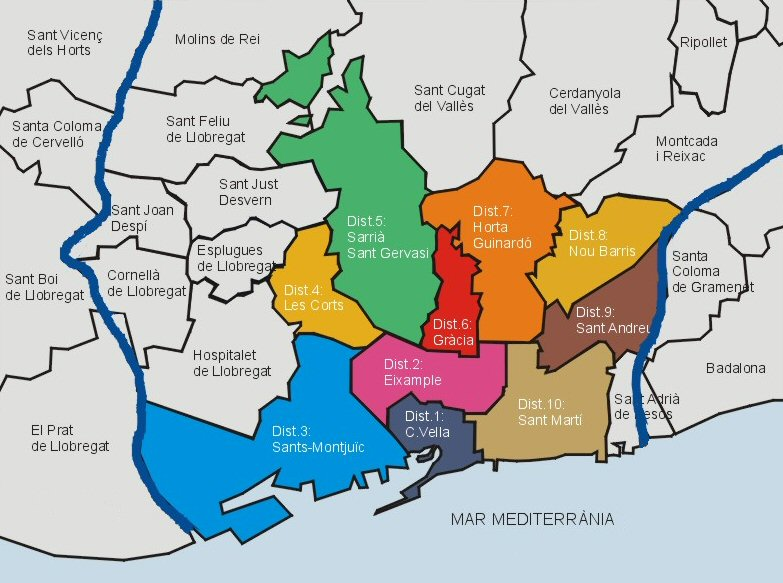
Die Stadtdistrikte von Barcelona

Seit 1984 ist die Stadt in zehn Verwaltungsdistrikte eingeteilt, die sich aus 73 Stadtvierteln zusammensetzen.
| Nr. | Distrikt            | Fläche (km²) | Einwohner | Bev.-Dichte (Einw. / km²) |
| --- | ------------------- | ------------ | --------- | ------------------------- |
| 1   | Ciutat Vella        | 4,49         | 113.154   | 25.202                    |
| 2   | Eixample            | 7,46         | 262.485   | 35.186                    |
| 3   | Sants-Montjuïc      | 21,35        | 177.636   | 8.321                     |
| 4   | Les Corts           | 6,08         | 82.588    | 13.584                    |
| 5   | Sarrià-Sant Gervasi | 20,09        | 140.461   | 6.992                     |
| 6   | Gràcia              | 4,19         | 120.087   | 28.661                    |
| 7   | Horta-Guinardó      | 11,92        | 169.920   | 14.256                    |
| 8   | Nou Barris          | 8,04         | 164.981   | 20.521                    |
| 9   | Sant Andreu         | 6,56         | 142.598   | 21.738                    |
| 10  | Sant Martí          | 10,8         | 221.029   | 20.466                    |

## Kultur und Sehenswürdigkeiten

### Im Stadtzentrum

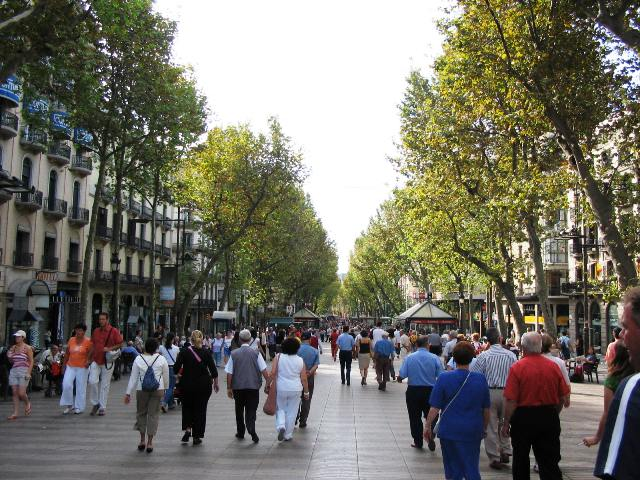
La Rambla

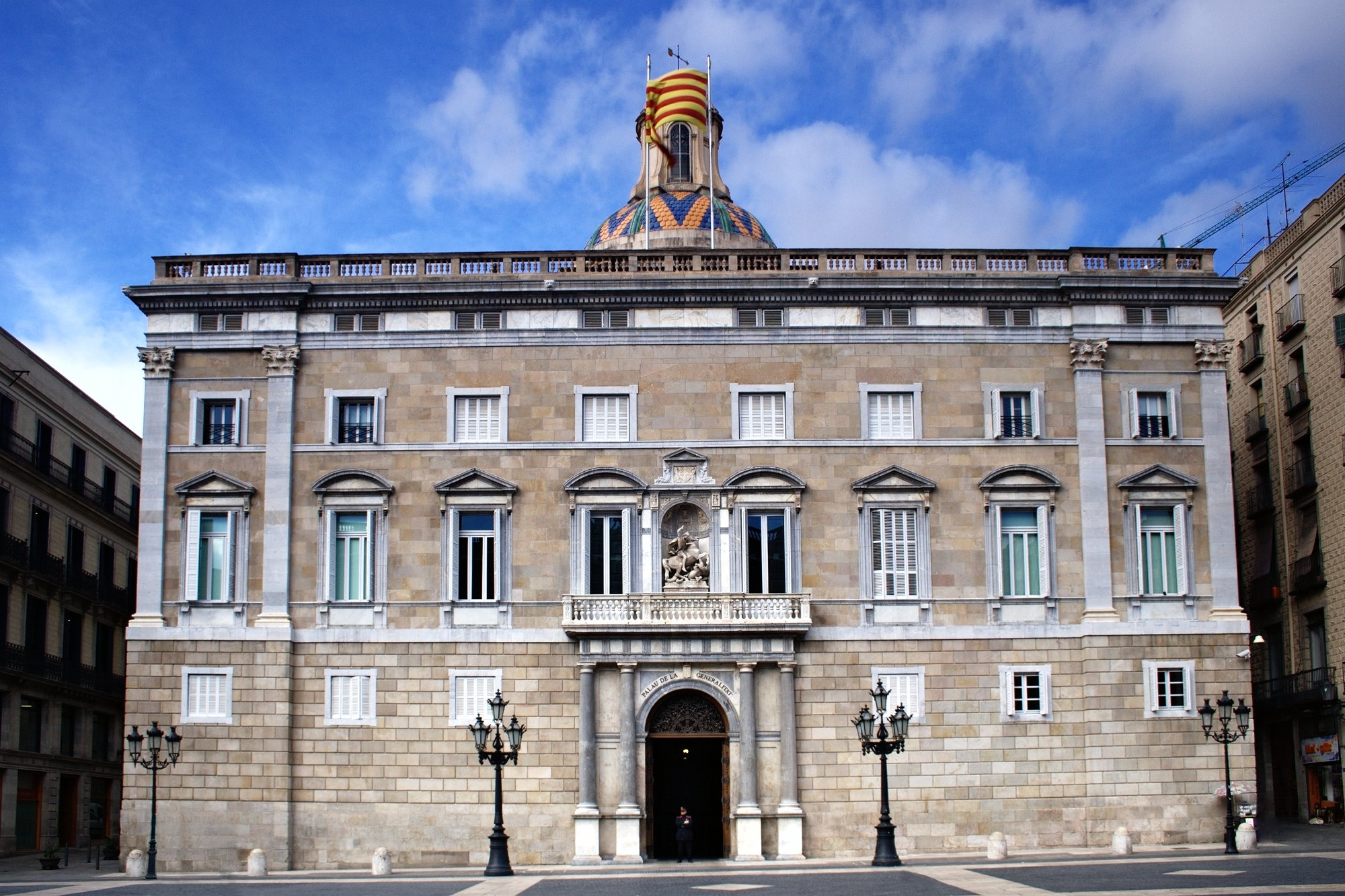
Palau de la Generalitat

Das Zentrum der Stadt bildet als Verkehrsknotenpunkt die Plaça de Catalunya, von hier aus sind zu Fuß die römischen Ruinen, die mittelalterliche Stadt und die moderne Planstadt Eixample zu erreichen, die für ihre quadratischen Häuserblocks mit den abgeschrägten Ecken (kat. Xamfrans) und den vielen Modernisme-Bauten bekannt ist. Vom Plaça de Catalunya aus zieht sich der Passeig de Gràcia, eine große Einkaufsmeile, in Richtung Norden. Hier findet man neben zahlreichen spanischen Filialisten auch exklusive Boutiquen. Darüber hinaus befinden sich dort mit dem Casa Milà und dem Casa Batlló zwei bekannte Bauwerke des Architekten Antoni Gaudí.
Im historischen Stadtkern, dem Barri Gòtic (‚Gotisches Viertel‘), stehen zahlreiche schöne architektonische Zeugnisse der mittelalterlichen Königs- und Handelsstadt wie La Catedral, die Kathedrale der heiligen Eulàlia, der Plaça del Rei (‚Königsplatz‘), das Stadtmuseum (Museu d’Història de Barcelona, MUHBA), das Frederic-Marés-Museum und das Rathaus (Ajuntament). Die bekannteste Straße Barcelonas ist die Flaniermeile La Rambla (oder Mehrzahl Les Rambles), eine breite Allee, die vom Zentrum bis zum Hafen führt. Dort finden sich zahlreiche Blumenverkäufer, Zeitungskioske, Straßenmusikanten, Akrobaten, Cafés und Restaurants sowie der bekannte Markt Mercat de la Boqueria und der Plaça Reial mit seinen Arkaden und Palmen sowie typische Lokale und das berühmte Opernhaus Gran Teatre del Liceu. Am hafenabgewandten Ende der Rambles befindet sich der Trinkbrunnen Font de Canaletes, dem nachgesagt wird, dass jeder, der einmal daraus getrunken hat, immer wieder nach Barcelona zurückkehrt.
Am südlichen Ende der Rambla steht auf der Plaça Portal de la Pau eine Statue von Christoph Kolumbus mit ausgestrecktem Arm, der aufs Mittelmeer hinaus zeigt, die gedachte Linie geht knapp an Mallorca vorbei und trifft als nächstes Festland Algerien. Ganz in der Nähe der Statue befinden sich am Alten Hafen, dem Port Vell, auch die mittelalterlichen Schiffswerften, die Drassanes Reials (‚Königliche Werften‘), die heute das Schifffahrtsmuseum Museu Marítim beherbergen. Es erzählt die Geschichte der katalanischen Seefahrt im Mittelmeerraum und stellt unter anderem den 1:1-Nachbau des Rumpfes der Galeere Real, des Flaggschiffs des Don Juan d’Austria bei der Seeschlacht von Lepanto (1571), aus.
Der Hafen beherbergt das moderne Freizeitzentrum und Einkaufszentrum Maremagnum, das nebst zahlreichen Diskotheken, Boutiquen, Kinos (ehemals ein IMAX-Kino) auch das größte dem Mittelmeer gewidmete Ozeanarium enthält. Barcelona wurde von seinen Bewohnern selbst bis zu den Olympischen Sommerspielen 1992 als „die Stadt mit dem Rücken zum Meer“ (Katalanisch: „la ciutat d’esquena al mar“) tituliert. Industriegebiete versperrten Sicht und Zugang zum Meer. Im Zuge der Organisationsmaßnahmen für die Olympischen Spiele 1992 standen dann genügend Gelder zur Verfügung, um die Innenstadt im Bereich des alten Hafens und des nordöstlich angrenzenden Küstenstreifens über den alten Fischerstadtteil Barceloneta hinaus mit einem breit angelegten, attraktiven Strand gegenüber dem Meer zu öffnen. Eine ältere Sehenswürdigkeit stellt die Hafenseilbahn Barcelona dar, welche den Torre Jaume I mit dem Torre Sant Sebastià verbindet und bis auf den Montjuïc hinauffährt.

### Barcelona und der Modernisme

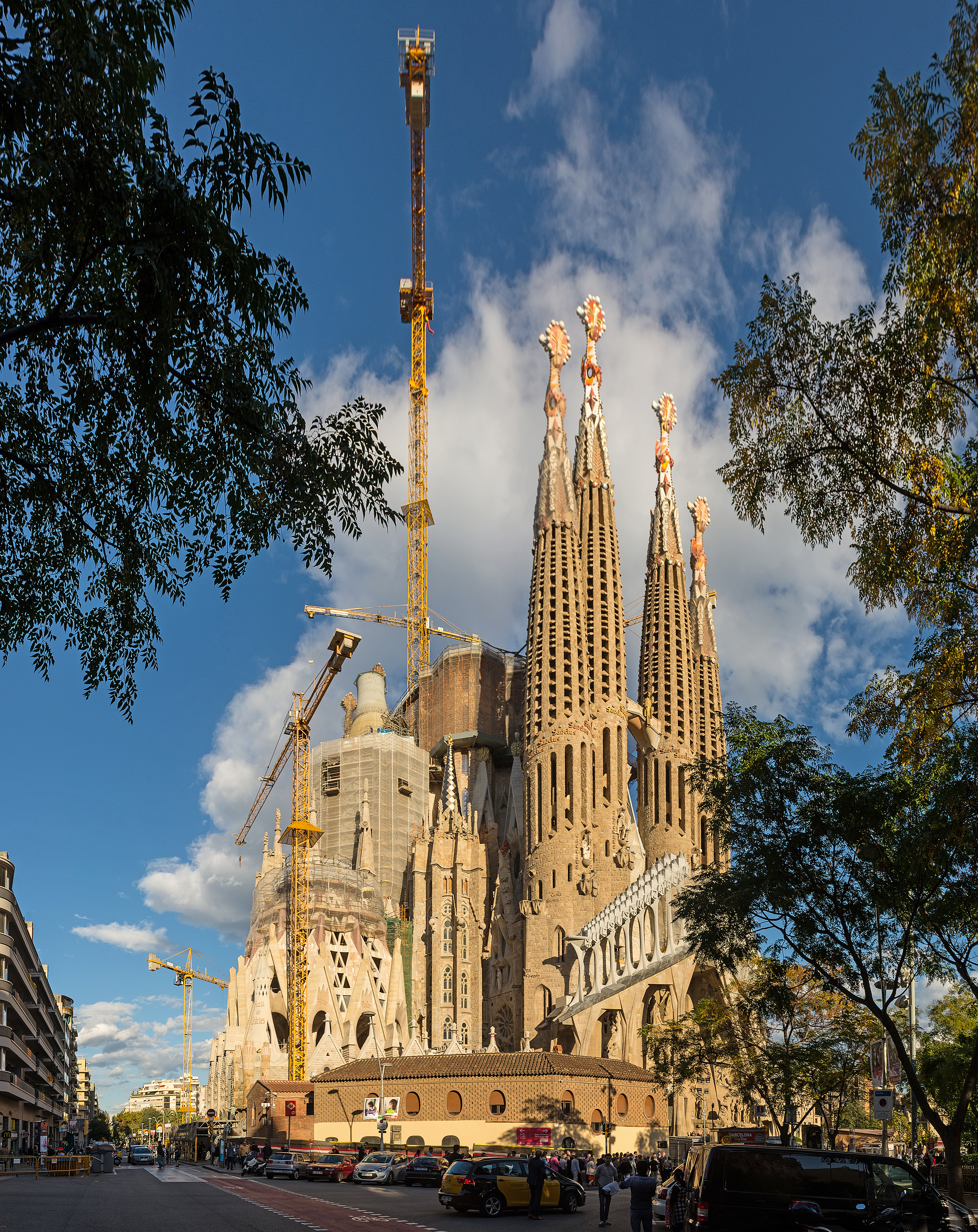
Sagrada Família

Ende des 19. Jahrhunderts entstand in Barcelona eine eigene Form des Jugendstils, der Modernisme. Sein prominentester Vertreter ist Antoni Gaudí, der in Barcelona gelebt und unterstützt durch den Industriellen Eusebi Güell gearbeitet hat. Von ihm sind etliche berühmte Gebäude zu besichtigen. Dazu zählen unter anderen die
- Casa Milà (La Pedrera)
- Palau Güell
- Park Güell
- Casa Batlló
- Casa Vicens
- Casa Calvet und
- die noch unvollendete Kirche Sagrada Família, an der seit 1882 gebaut wird.

Seit 1984 beziehungsweise 2005 gehören diese Bauwerke zum UNESCO-Welterbe. Seit 1997 kann Barcelona mit zwei Bauten von Lluís Domènech i Montaner weitere Welterbe-Stätten aufweisen. Dabei handelt es sich um das Hospital de la Santa Creu i Sant Pau und den Palau de la Música Catalana.

### Weitere Sehenswürdigkeiten
Wichtige Museen der Stadt sind das Museum Fundació Joan Miró, das Museu Picasso mit zahlreichen, weniger bekannten Werken von Pablo Picasso, das Museu Nacional d’Art de Catalunya (MNAC), das bedeutende romanische Wandmalereien und andere mittelalterliche Kunstwerke enthält, und das von Richard Meier entworfene Museu d’Art Contemporani de Barcelona (MACBA).
Architektonisch interessant sind der von Sir Norman Foster entworfene Fernsehturm Torre de Collserola, der Torre Telefónica von Santiago Calatrava sowie der erst im Jahr 2004 fertiggestellte futuristische Torre Agbar mit 142 Meter Höhe, der von dem französischen Architekten Jean Nouvel geplant wurde. Zur Weltausstellung 1929 entwarf Ludwig Mies van der Rohe den deutschen Pavillon, der zum Ende der Weltausstellung abgerissen, dann jedoch 1983 bis 1986 wieder am Fuß des Montjuïc rekonstruiert wurde, unterhalb des Poble Espanyol, eines Kleinspanien, das ebenfalls Teil des damaligen Weltausstellungsgeländes war. Großer Beliebtheit bei Besuchern erfreut sich die ebenfalls am Montjuïc gelegene Font Màgica, eine Springbrunnenanlage mit Fontänen, die in den Sommermonaten abends zu Musikuntermalung gesteuert und beleuchtet werden. Interessant auch der städtische Friedhof Cementiri de Montjuïc am Südrand des Montjuïc mit Gräbern berühmter Söhne und Töchter der Stadt, darunter die von Francesc Ferrer i Guàrdia und der anarchistischen und antifaschistischen Kämpfer im Spanischen Bürgerkrieg Francisco Ascaso und Buenaventura Durruti.
Östlich des Barri Gòtic finden sich der Triumphbogen Arc de Triomf und der Parc de la Ciutadella, der zur Weltausstellung 1888 hier an Stelle einer abgerissenen Festung angelegt wurde. Ein Teil des Parks wird vom Zoologische Garten (Parc Zoológic) eingenommen.
Die Bethlehem-Kirche wurde 1929 vollendet.

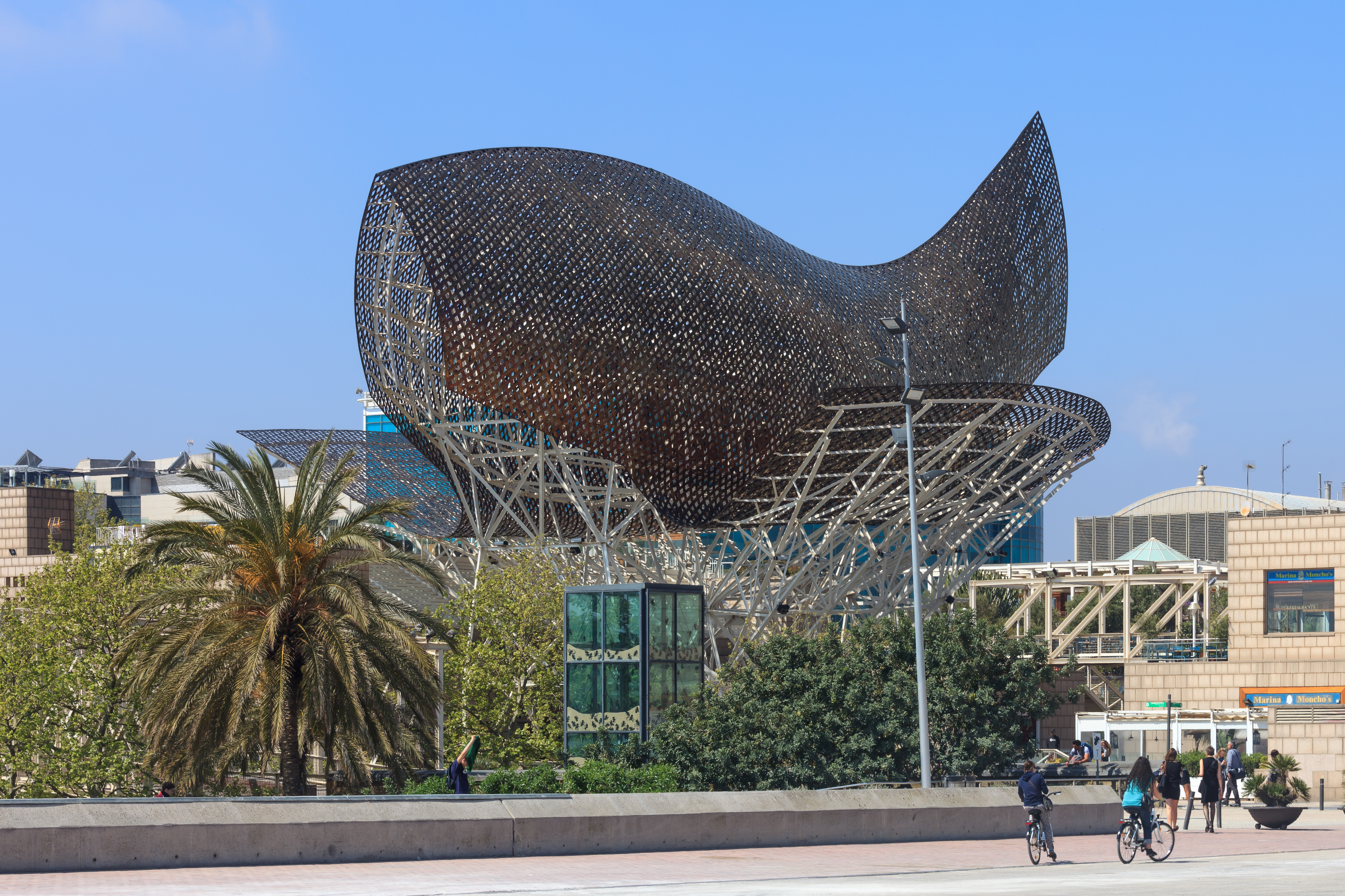
El Peix Konstruktion von Frank Gehry am Port Olimpic
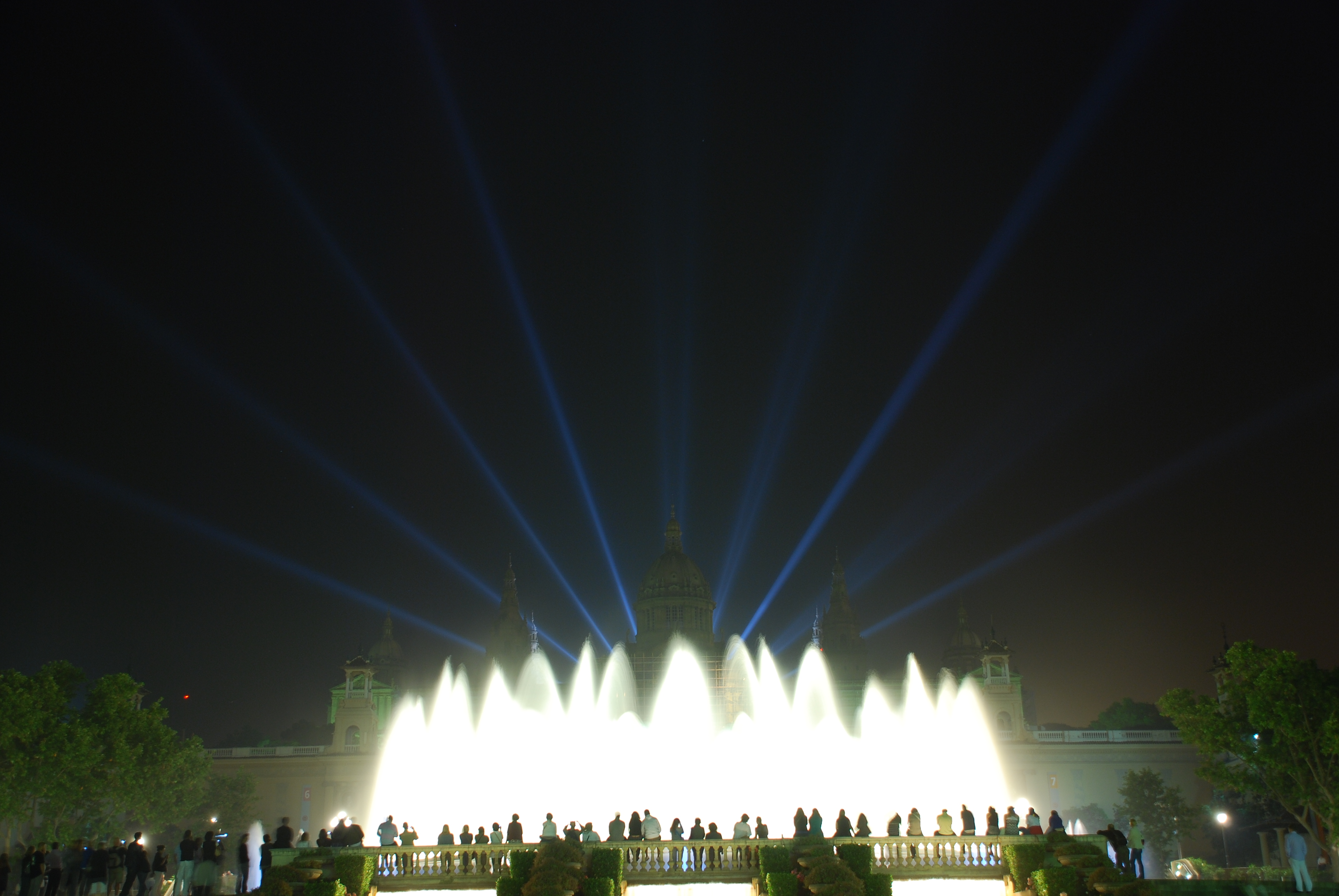
Font Màgica am Montjuïc
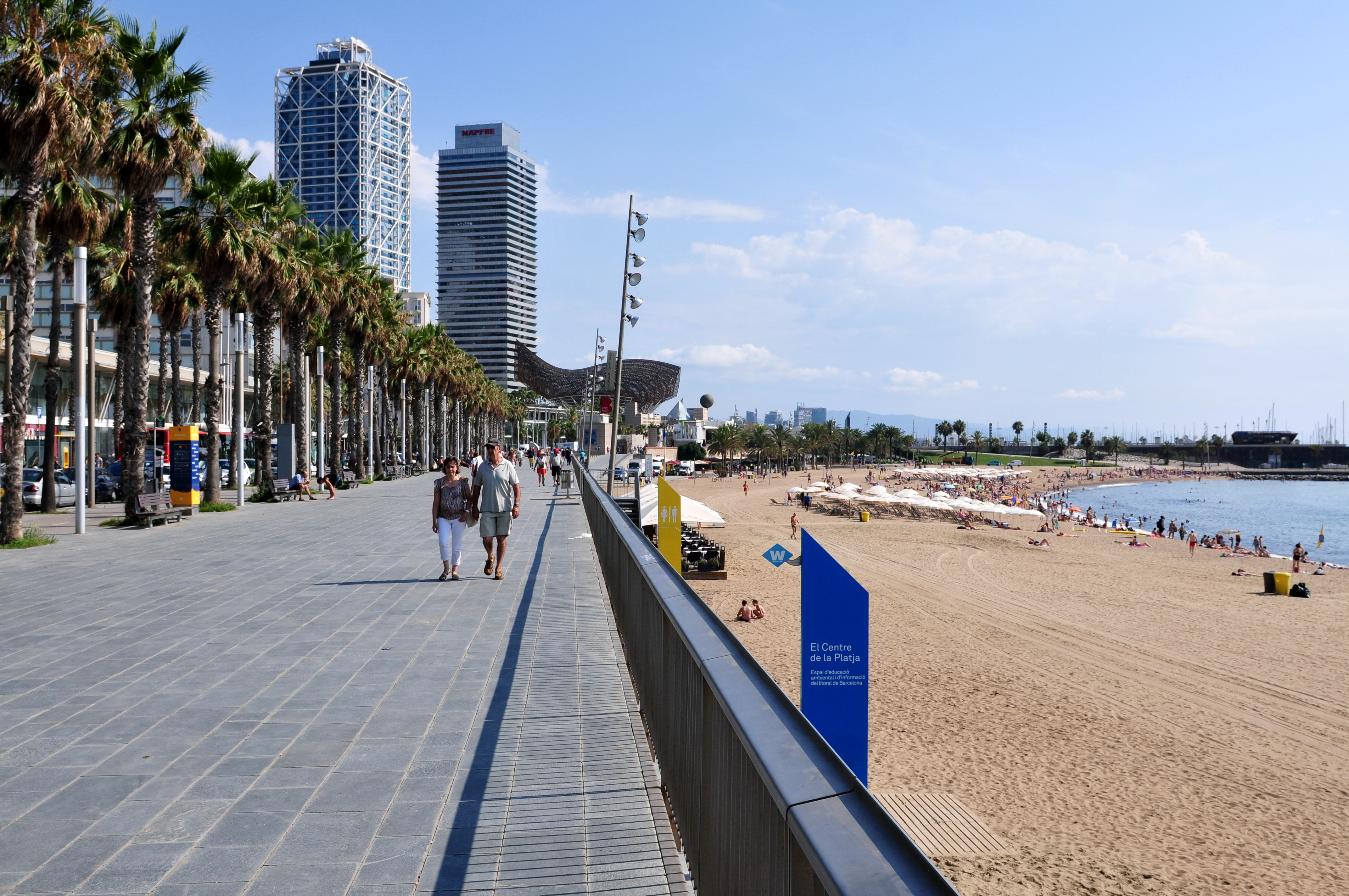
Der Strand mit Promenade von La Barceloneta
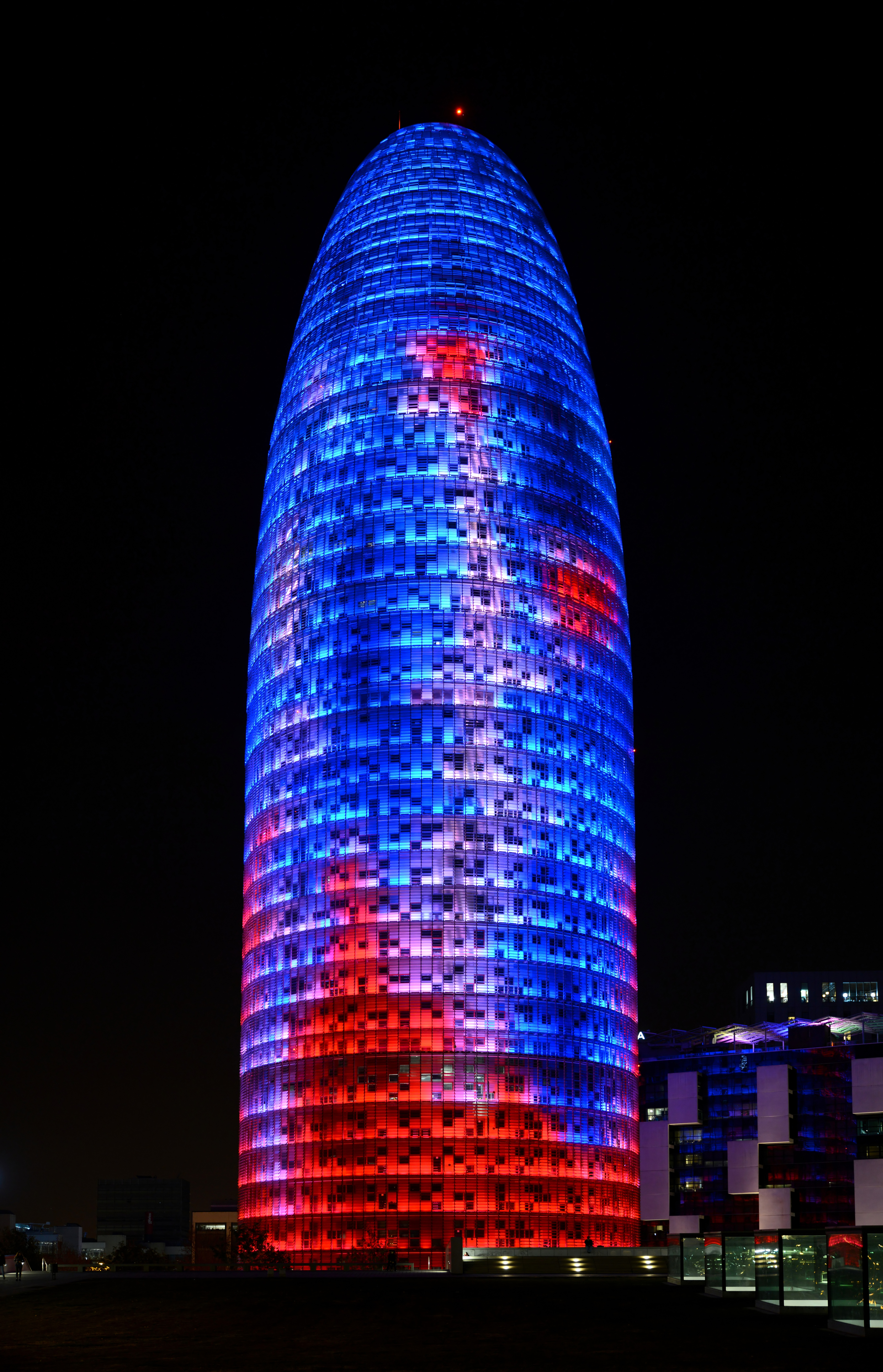
Torre Agbar
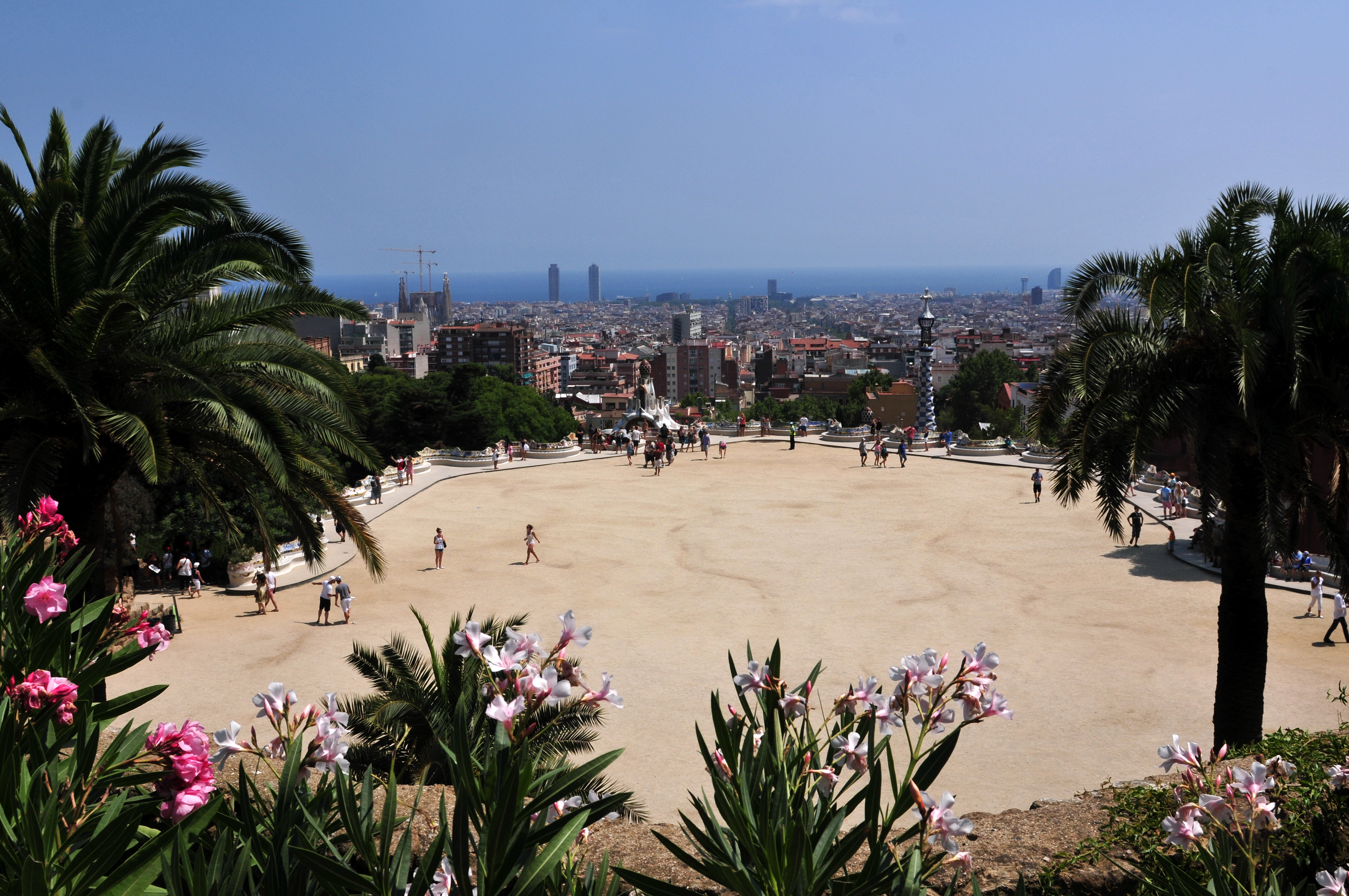
Parc Güell
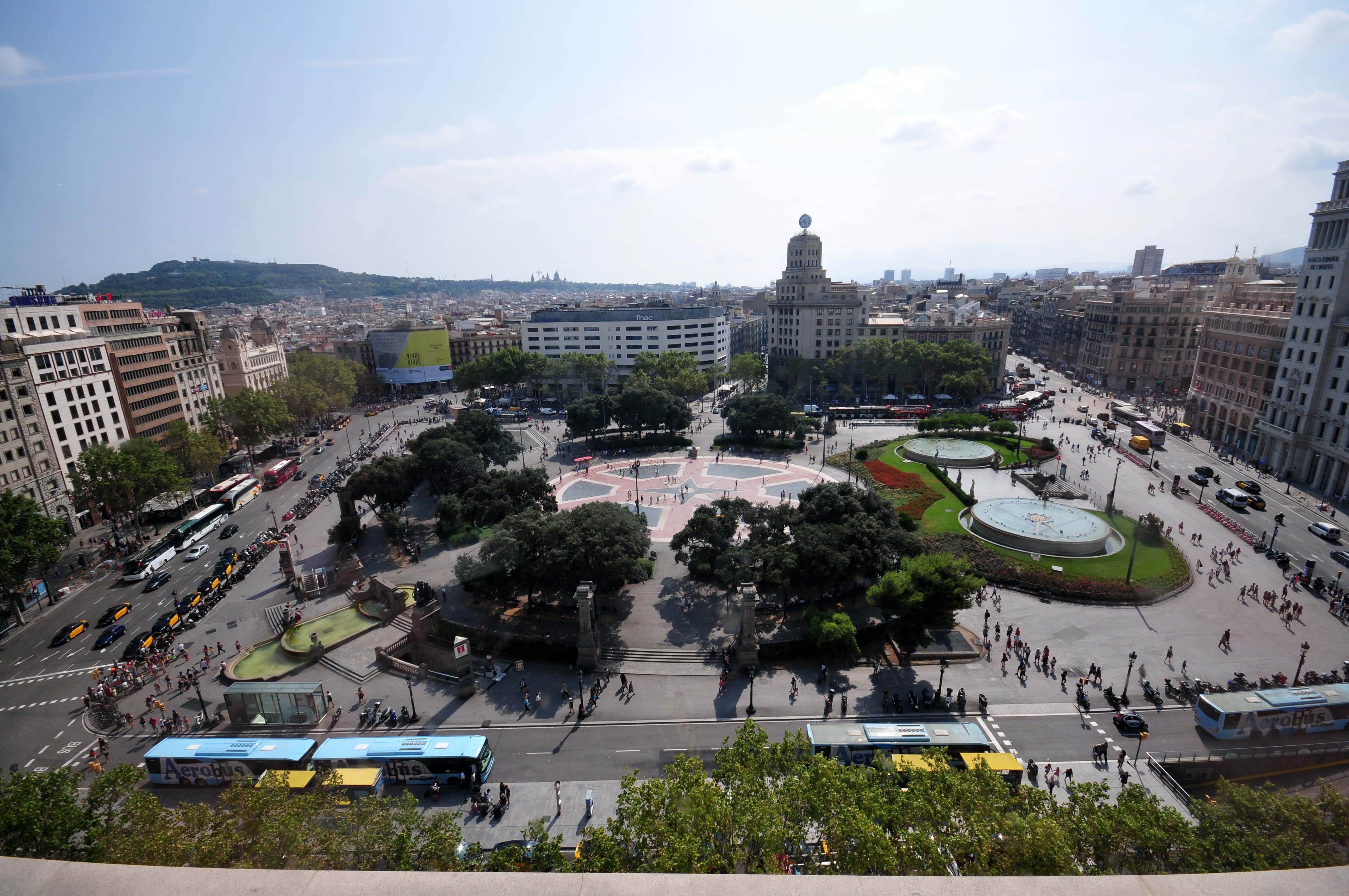
Plaça de Catalunya
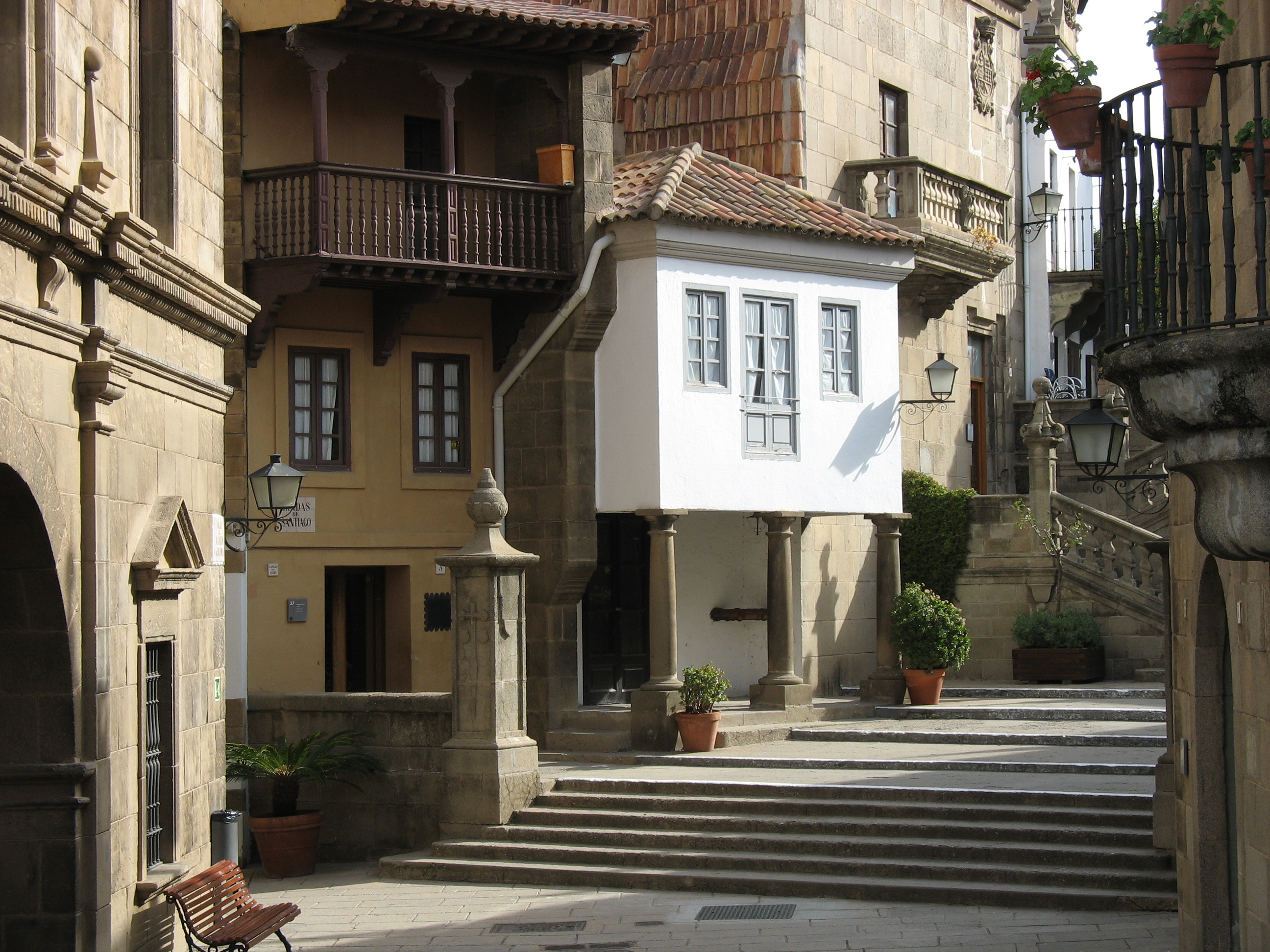
Poble Espanyol

### Veranstaltungen
- 1888: Weltausstellung
- 1929: Weltausstellung, zusammen mit Sevilla
- 1982: Fußball-Weltmeisterschaft u. a. ausgetragen im Camp Nou und im Estadio Sarriá
- 1988: Hinspiel des Finales des UEFA-Pokal 1987/88
- 1989: Endspiel des Europapokal der Landesmeister 1988/89
- 1992: Olympische Sommerspiele in Barcelona
- 1999: Endspiel der UEFA Champions League 1998/99
- 2003: Schwimmweltmeisterschaften
- 2004: Von Mai bis September das Internationale Forum der Kulturen
- 2010: Leichtathletik-Europameisterschaften
- 2013: Endspiel der Handball-Weltmeisterschaft der Männer 2013
- 2013: Schwimmweltmeisterschaften, im Hafen Moll de la Fusta, erstmals mit Klippenspringen[20]

### Hausbesetzerszene

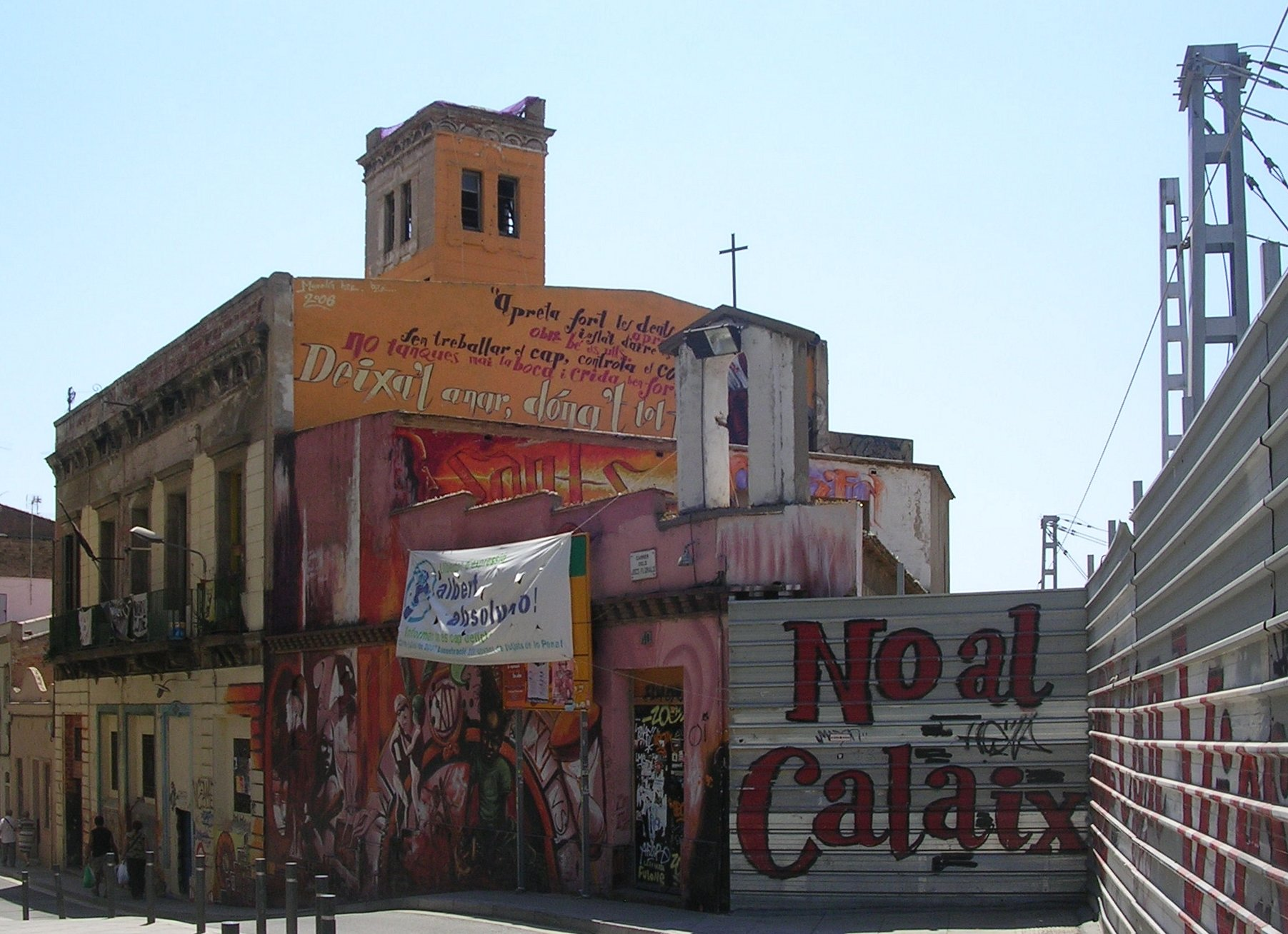
Besetztes Haus Can Vies in Barcelona-Sants

In Barcelona gibt es seit vielen Jahren eine der aktivsten Hausbesetzerszenen Europas. Eine wesentliche Ursache hierfür liegt in der Tatsache, dass über 80 Prozent der Wohneinheiten Barcelonas Eigentumswohnungen und somit für Jugendliche und junge Erwachsene unbezahlbar sind.
Im Jahr 2000 waren rund 70 Häuser im Raum Barcelona besetzt, vor allem in den zentral gelegenen Stadtteilen Sants und Gràcia. Heute ist von bis zu 200 die Rede, von denen allerdings nur rund ein Viertel als Sozial-, Kultur- und Veranstaltungszentren – also als offene Häuser – geführt werden. In diesen finden regelmäßig Veranstaltungen statt, die auch in einem gemeinsam geführten, wöchentlich aktualisierten und öffentlich ausgehängten Terminkalender bekannt gegeben werden sowie im Internet abrufbar sind.

## Bevölkerung
| Rang | Staat               | Bevölkerung (1. Januar 2015) |
| ---- | ------------------- | ---------------------------- |
| 1.   | Italien             | 25.669                       |
| 2.   | Pakistan            | 19.432                       |
| 3.   | Volksrepublik China | 17.466                       |
| 4.   | Frankreich          | 13.276                       |
| 5.   | Marokko             | 12.655                       |
| 6.   | Bolivien            | 10.014                       |
| 7.   | Ecuador             | 8.619                        |
| 8.   | Peru                | 8.551                        |
| 9.   | Philippinen         | 8.530                        |
| 10.  | Kolumbien           | 8.038                        |

In Barcelona lebten im Jahr 2015 nach amtlichen Angaben etwas mehr als 1,6 Millionen Menschen, darunter gab es einen marginalen Frauenüberschuss. Es ist somit die zweitgrößte Stadt Spaniens nach Madrid und die bevölkerungsreichste Kataloniens.
Ungefähr 62 % der Einwohner sind in Katalonien geboren, und knapp 24 % kommen aus anderen Teilen Spaniens. Der Ausländeranteil ist von knapp 4 % im Jahr 2001 auf 17 % im Jahr 2015 signifikant angestiegen.

### Religion
Barcelona wie auch das restliche Katalonien gehören zu den am stärksten säkularisierten Gebieten im traditionell katholischen Spanien. Die Römisch-katholische Kirche ist auch in Barcelona die größte Glaubensgemeinschaft. Die Anzahl der Gläubigen geht jedoch zurück, so waren bei einer Erhebung 2011 mit 49,5 % erstmals weniger als die Hälfte der Wohnbevölkerung katholisch, in der Altersgruppe der 14- bis 25-Jährigen sogar nur 45 %. Nach Angaben der katholischen Kirche sind im selben Jahr jedoch 79,6 % der Einwohner des Erzbistums Barcelona, das etwas größer ist als das Stadtgebiet, Katholiken.
Gemäß einer Erhebung anlässlich der Regional- und Kommunalwahlen im Jahr 2019 bekennen sich 53,2 % der Stadtbevölkerung zum römisch-katholischen Glauben, wobei eine Mehrheit der Katholiken angibt, ihren Glauben nicht aktiv zu praktizieren und den Gottesdienst (abgesehen von gesellschaftlichen Anlässen wie beispielsweise Hochzeiten) nur selten oder nie zu besuchen.
Zum Islam bekennen sich etwa 6 % der Wohnbevölkerung (Stand: 2014), die meisten davon sind jedoch keine Spanier.
Mit 3.500 Juden gibt es hier die größte jüdische Gemeinde in ganz Spanien, dies sind jedoch anteilig nur 0,06 %.
Über Protestanten und Konfessionslose liegen keine Zahlen vor.

## Wirtschaft und Infrastruktur
Barcelona ist die Hauptstadt und das wirtschaftliche, kulturelle und politische Zentrum Kataloniens, der wirtschaftsstärksten Region Spaniens.
Das BIP der Stadt lag 2012 bei 64,2 Milliarden Euro, das BIP pro Kopf betrug 40.100 Euro und lag somit deutlich über dem EU-Durchschnitt. Laut einer Studie aus dem Jahr 2014 erwirtschafte der Großraum Barcelona ein Bruttoinlandsprodukt von 171 Milliarden US-Dollar (KKB). In der Rangliste der wirtschaftsstärksten Metropolregionen weltweit belegte er damit den 72. Platz. Das BIP pro Kopf betrug 36.157 US-Dollar. Das durchschnittliche Monatsgehalt liegt bei 2950 Euros (Brutto).
Die Stadt ist ein internationaler Wirtschaftsstandort. Herausragende Sektoren liegen in Dienstleistungen der Bildung, Gesundheit, im Handel, sowie im Tourismus und Hotelgewerbe. Der Industriesektor trägt 8,1 % zur Wertschöpfung bei. Wichtige Industriebereiche in und um Barcelona sind die Automobilindustrie und die Pharmazie- und Chemieindustrie. Auch die Lebensmittelindustrie und die Entwicklung und Fertigung elektronischer Komponenten nehmen signifikante Bereiche der Wirtschaft ein. Heute befinden sich der Hauptsitz und eine große Fabrik von SEAT (dem größten spanischen Automobilhersteller) in einem seiner Vororte. Hinsichtlich der Produktionsstätte des Fahrzeugherstellers Nissan im Logistik- und Industriegebiet der Stadt mit rd. 3.000 Arbeitnehmern wurde Ende Mai 2020 die dauerhafte Werksschließung angekündigt. Die Fabrik von Derbi, einem großen Hersteller von Motorrädern, Motorrollern und Mopeds, liegt ebenfalls in der Nähe der Stadt.
In der Stadt befindet sich auch die Bolsa de Barcelona, welche heute als Tochterfirma der Bolsas y Mercados Españoles firmiert.
Die Avinguda de la Llum war 1940 bis 1990 eine unterirdische Ladenstraße.

### Tourismus
2014 kamen 7,878 Millionen offiziell in Hotels registrierte Touristen nach Barcelona, während es 1990 noch 1,7 Millionen waren. Die Zahl der Übernachtungen stieg in diesem Zeitraum von 3,8 auf 17 Millionen und die Zahl der internationalen Fluggäste hat sich seit 1990 verzehnfacht. Barcelona liegt unter Europas meistbesuchten Städten auf Rang 4, nach Paris, Rom und London, bei jedoch einer vergleichsweise viel geringeren Einwohnerzahl, was als Overtourism bezeichnet wird.

#### Umweltbelastung durch Kreuzfahrtschiffe
Barcelona ist ein stark frequentierter Hafen für Kreuzfahrtschiffe. Laut einer Studie der NGO Transport and Environment (T&E) liegen die Schiffe hier mit knapp elf Stunden länger als an jedem anderen Hafen. Die Kreuzfahrtschiffe in Barcelona stoßen weit mehr Schwefeloxid aus als alle Autos der Metropole zusammen. Die Stadt reagierte 2023 mit einem Anlegeverbot an den stadtnahen Terminals. Die Zahl der Kreuzfahrtschiffe eingeschränkt, die an dem weiter entfernten Terminal Mol Adossat gleichzeitig anlegen dürfen.

### Verkehr

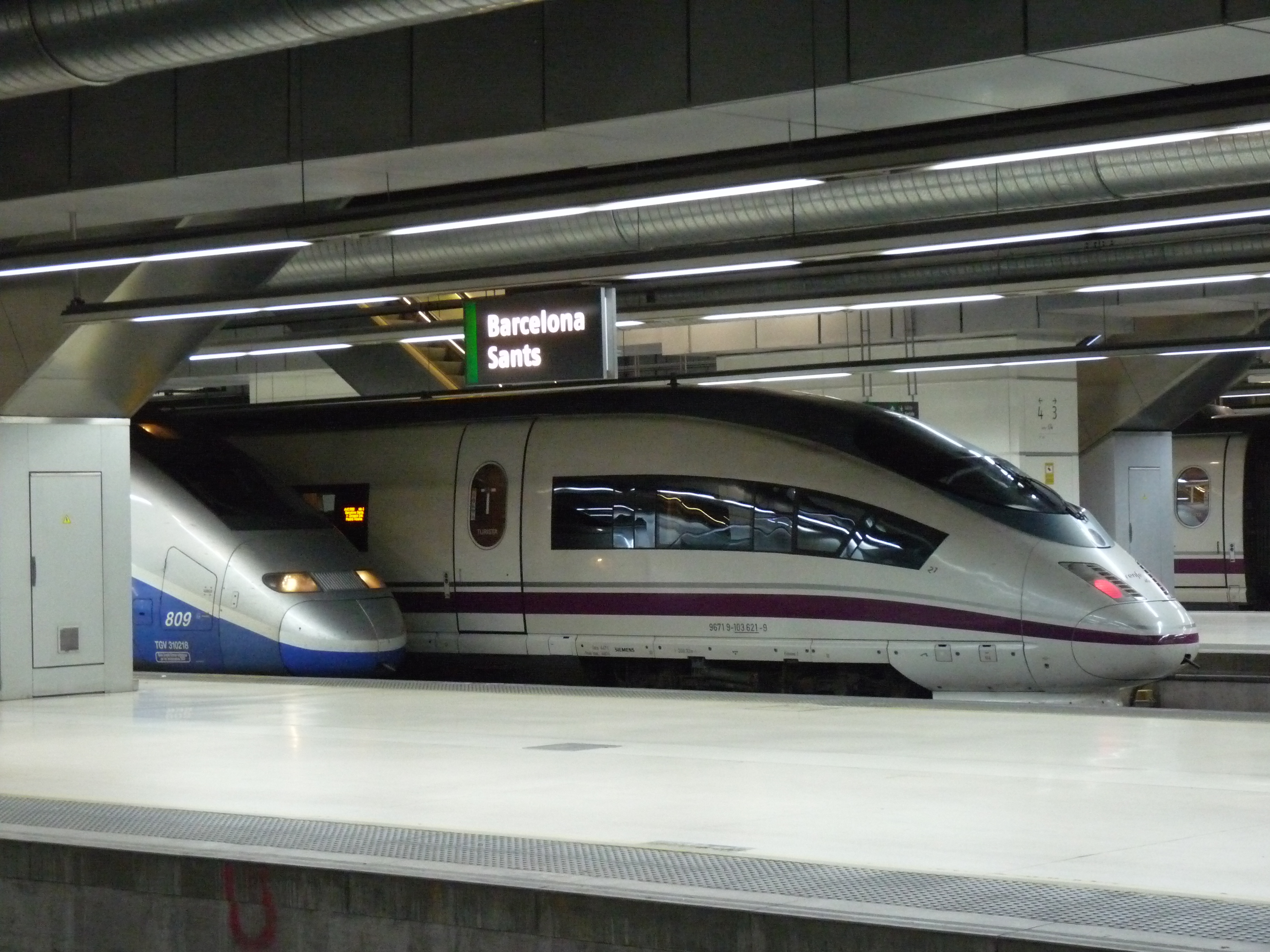
AVE-Zug in Barcelona-Sants

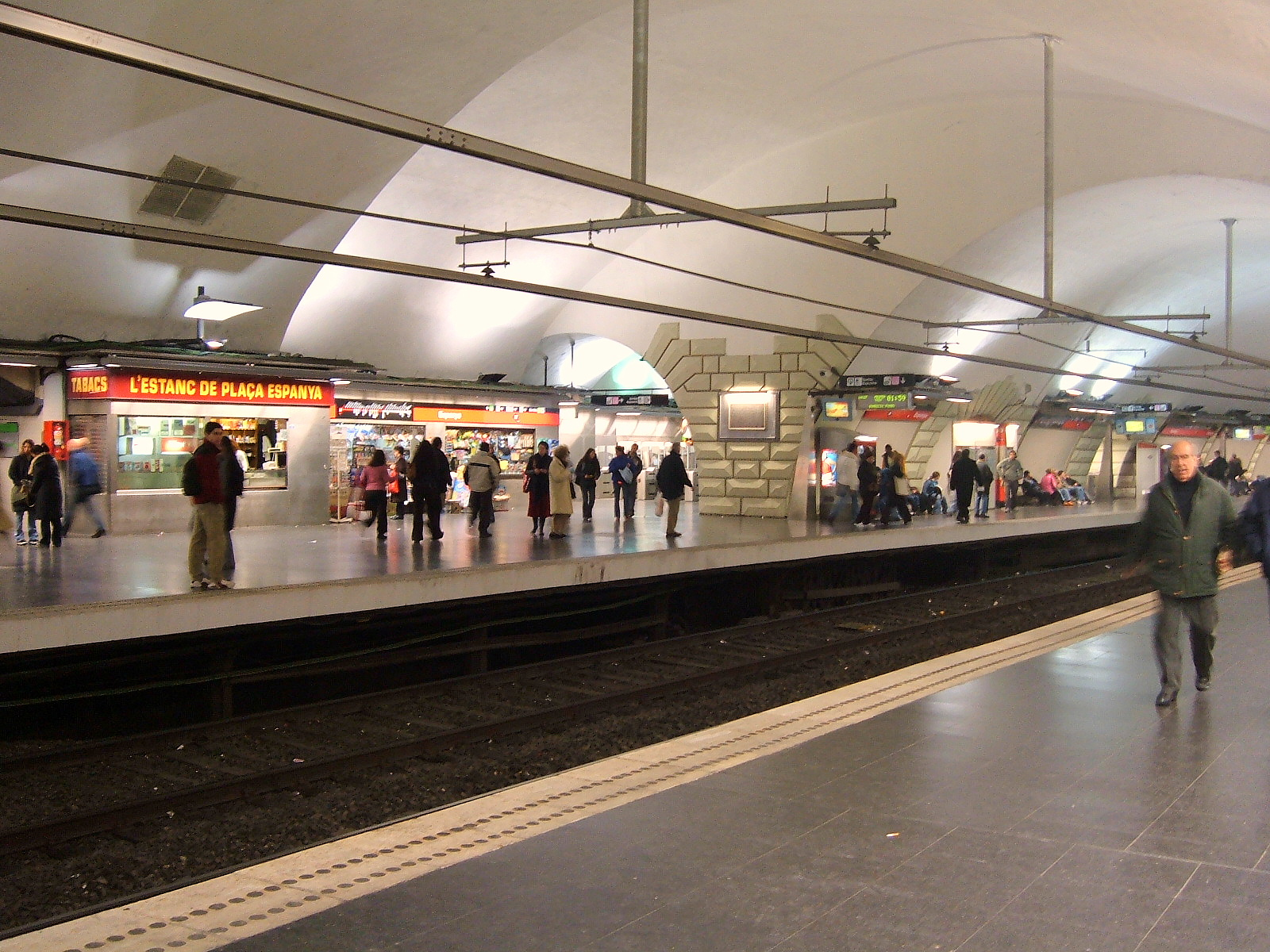
U-Bahn-Station Espanya

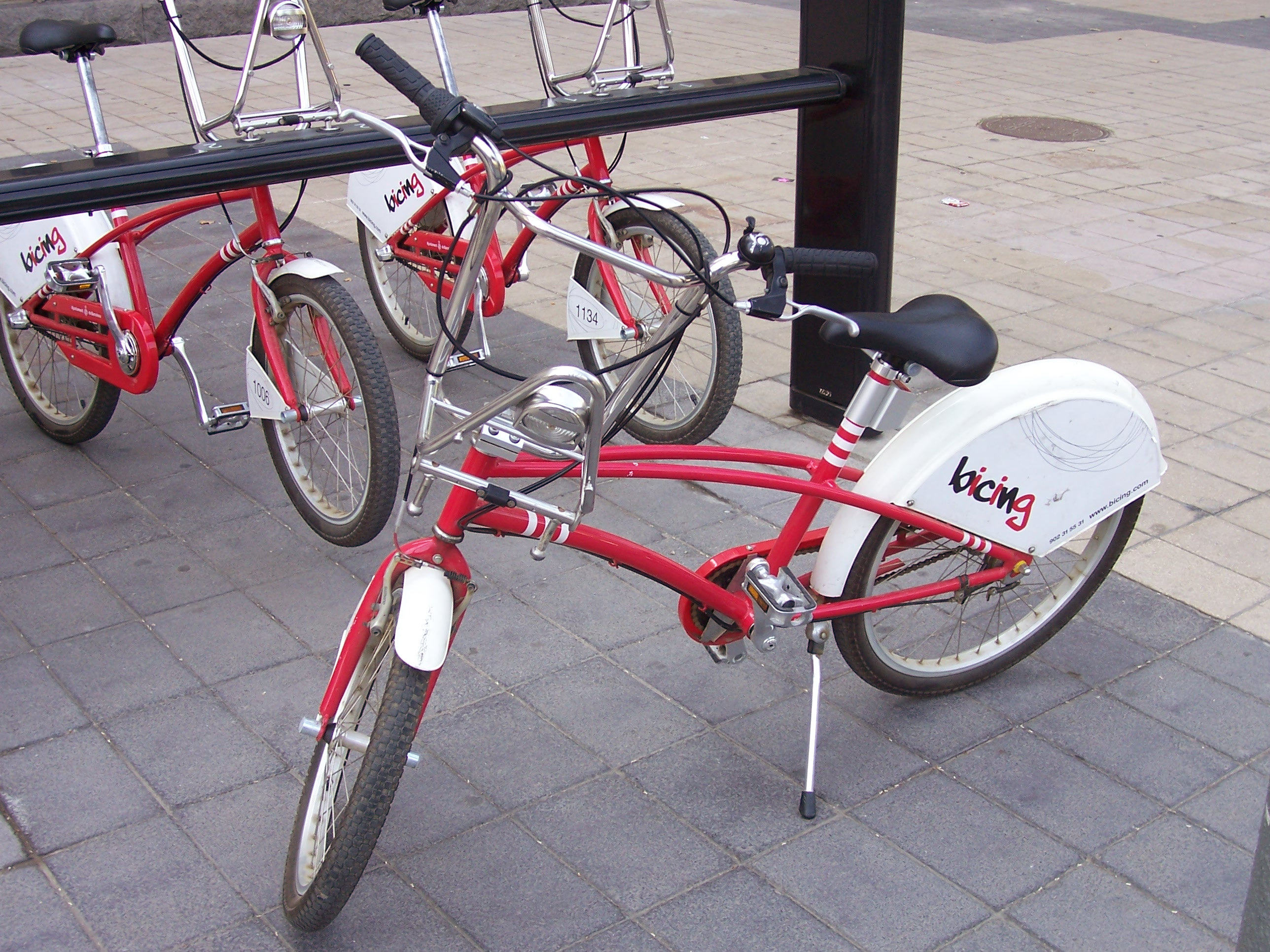
Bicing-Mietfahrräder

#### Öffentlicher Verkehr
Barcelona ist ein wichtiger Knotenpunkt der Adif / RENFE, der spanischen Staatseisenbahnen. Außer den AVE-Hochgeschwindigkeitszügen der RENFE verkehren ebenfalls auf den Hochgeschwindigkeitsstrecken ab Barcelona auch die Konkurrenten Iryo und Ouigo, sowie Avlo, die Low-Cost-Marke der RENFE. Die wichtigste Station ist Sants-Estació. Die AVE-Schnellfahrstrecke Madrid–Barcelona–Französische Grenze ging 2008 zwischen Madrid und Barcelona in Betrieb und seit dem Fahrplanwechsel im Dezember 2013 verkehren Hochgeschwindigkeitszüge auch nach Paris Gare de Lyon, Lyon, Marseille und Toulouse. RENFE und die katalanische Staatsbahn Ferrocarrils de la Generalitat de Catalunya (FGC) betreiben ein weitverzweigtes S-Bahn-Netz (genannt Rodalies).
Der Verkehrsbetrieb von Barcelona, Transports Metropolitans de Barcelona (TMB), ist der Betreiber eines sehr dichten Netzes, bestehend aus der U-Bahn Metro Barcelona und lokalen Buslinien. Die 2004 eröffnete Straßenbahn Barcelona besitzt zwei verschiedene, noch nicht miteinander verbundene Teilnetze, genannt Trambaix und Trambesòs. Diese werden in den nächsten Jahren durch die Mitte Barcelonas miteinander verbunden und ausgebaut (zurzeit in Planung). Das alte Straßenbahnnetz wurde 1971 geschlossen.
Die öffentlichen Verkehrsmittel der Metropolregion sind in einem Tarifsystem, das durch den Verkehrsverbund Autoritat del Transport Metropolità (ATM) koordiniert wird, zusammengeschlossen.
Seit dem Jahr 2007 gibt es mit bicing auch ein Netz von Fahrrad-Mietstationen. Diese können allerdings nur von Personen genutzt werden, die in Spanien gemeldet sind, da man sich vorher auf der entsprechenden Website registrieren muss und nur eine spanische Adresse akzeptiert wird. 2015 wurden die ersten Elektro-Bicing-Stationen in Betrieb genommen. Es gibt aber viele Fahrradverleih-Shops in der Nähe des Placa Catalunya. Darüber hinaus können in der Innenstadt auch Touren mit dreirädrigen Fahrrädern von privaten Anbietern gebucht werden.

#### Individualverkehr
Das Autobahnnetz rund um Barcelona ist außerordentlich dicht und (außer einem Teilstück der C-16 Richtung Terrassa) nicht mautpflichtig. Das Straßennetz hat in der Innenstadt eine Schachbrett-Struktur. Eine der wichtigsten Straßen ist die Avinguda Diagonal, die sich diagonal von Nordost nach Südwest durch die ganze Stadt zieht. Barcelona hat allerdings erhebliche Probleme mit der Verkehrsdichte. Barcelona versucht daher mit einem neuen Konzept namens „Superilles“ (Superblocks), den Autoverkehr in der Stadt bis 2018 um 20 Prozent zu reduzieren. Dabei werden jeweils neun Blocks zusammengefasst und der Verkehr herumgeleitet.
Ein beträchtlicher Teil des Straßennetzes ist als ein System von Einbahnstraßen angelegt, mit abwechselnd entgegengesetzter Richtung.
In der Innenstadt sind die Parkräume sehr begrenzt und die vielen Tiefgaragen nur für Pkw nutzbar. Entsprechend sind die Parkgebühren überdurchschnittlich hoch. Ein Park-and-ride-Angebot ermöglicht das Parken außerhalb der Stadt als Alternative.
Barcelona wird im Copenhagenize Index des Jahres 2019 auf Platz 13 der fahrradfreundlichsten Städte weltweit aufgeführt.

#### Flughafen
Barcelona ist hauptsächlich über den eigenen Flughafen El Prat, jedoch auch über die Flughäfen von Girona, Reus und Lleida-Alguaire einfach zu erreichen. Alle Flughäfen außerhalb von Barcelona haben einen Zugang zum Hochgeschwindigkeitszug AVE, um Barcelona (Stadt) schnell zu erreichen, sowie Zugänge zu Autobahnen zu der katalanischen Hauptstadt.

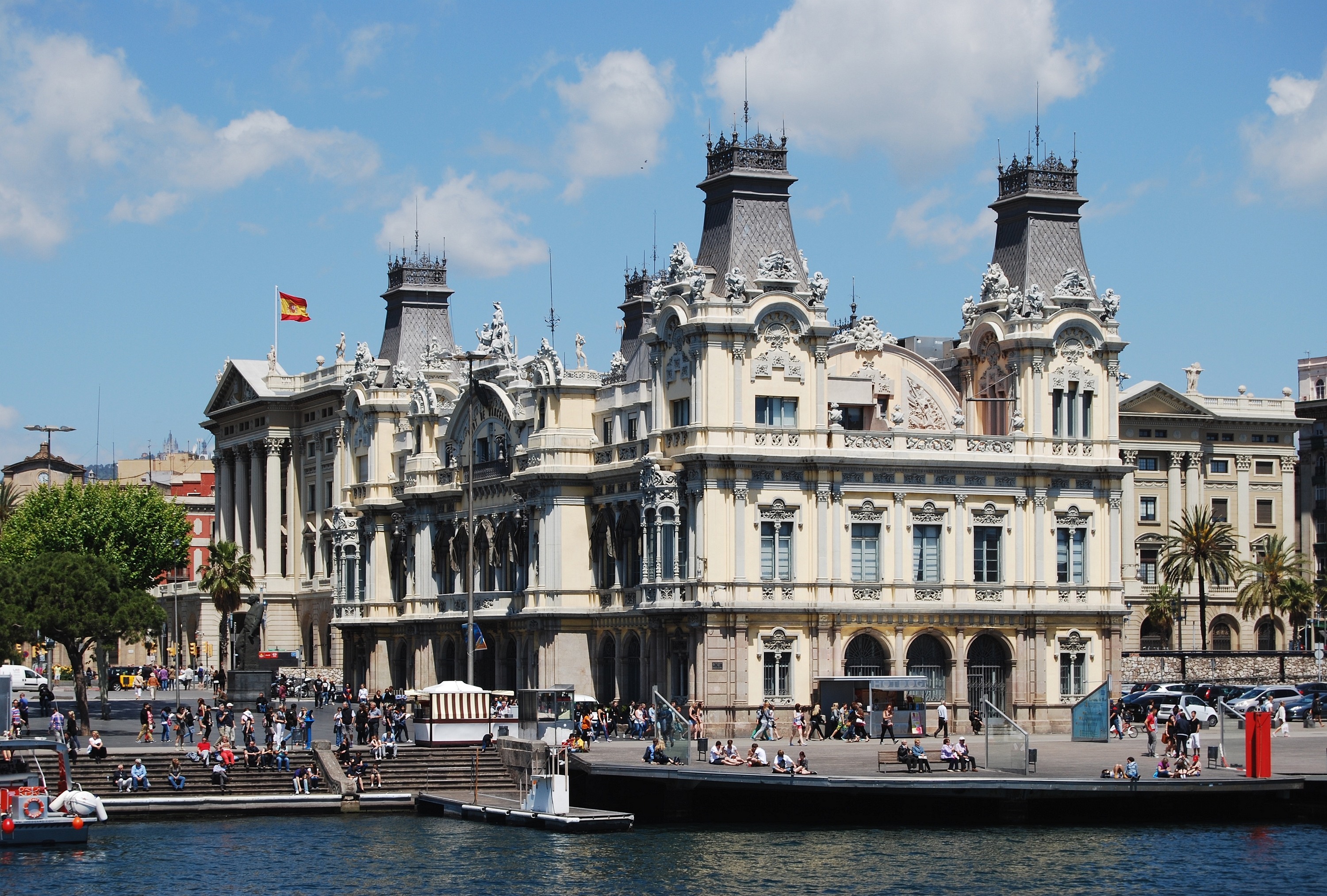
Hafenamt am Port Vell

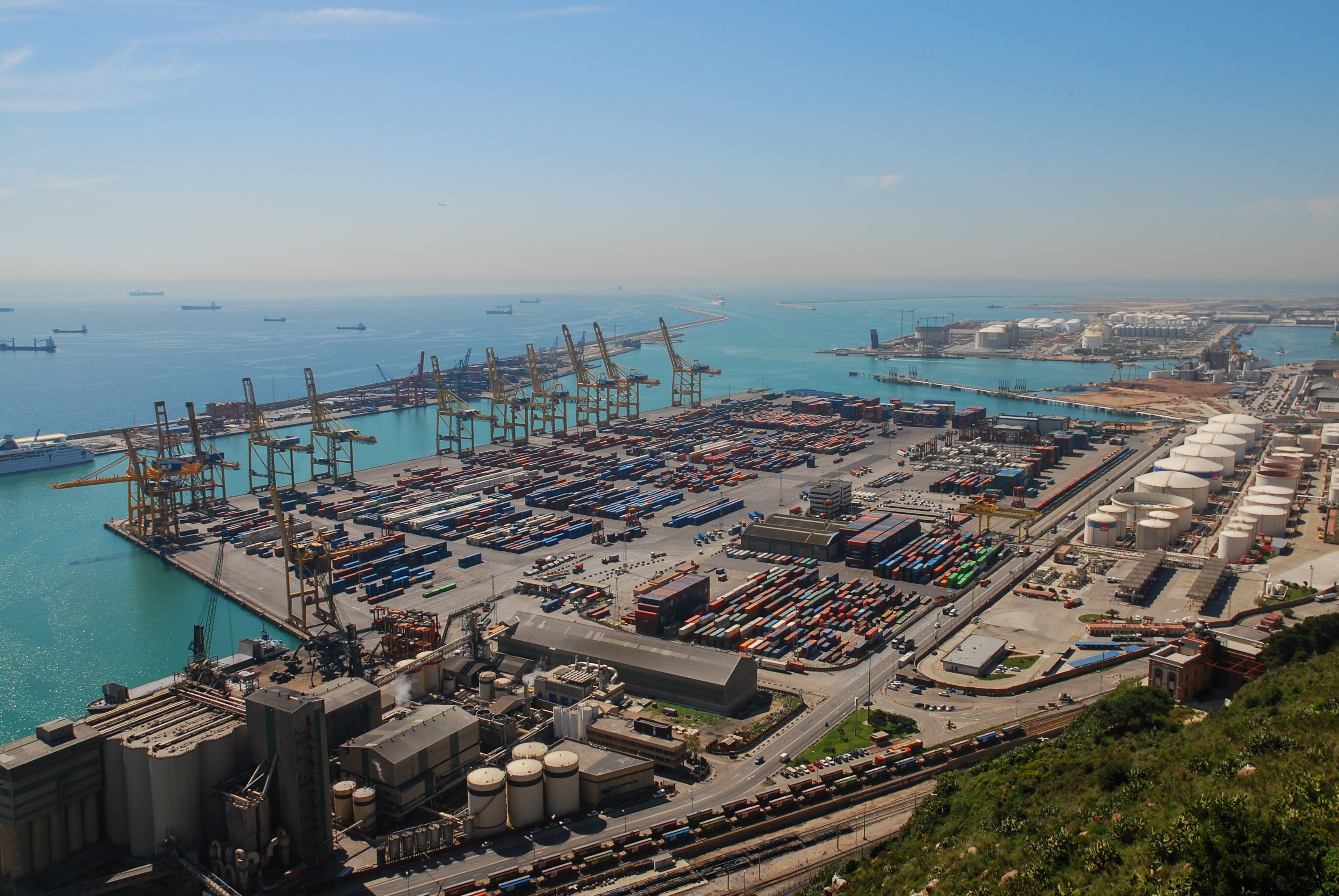
Blick auf den Hafen von Barcelona vom Montjuïc aus

#### Hafen
Der Hafen von Barcelona ist einer der größten Häfen Europas und des Mittelmeeres. Er ist unterteilt in drei Bereiche: den Port Vell (‚Alter Hafen‘), den großen Industriehafen unterhalb des Hausberges Montjuïc, den Port Franc de Barcelona – hier verkehren die Fähr- und Kreuzfahrtschiffe, aber auch Containerschiffe – und den kleinen, 1990 für die Segelwettbewerbe der Olympischen Sommerspiele 1992 gebauten Yachthafen Port Olímpic (‚Olympiahafen‘).

### Bildung
Barcelona hat fünf öffentliche Universitäten:
- Universitat de Barcelona (UB) (gegr. 1450)
- Universitat Autònoma de Barcelona (UAB) (gegr. 1968)
- Universitat Politècnica de Catalunya (UPC) (gegr. 1971)
- Universitat Pompeu Fabra (UPF) (gegr. 1990)
- Universitat Oberta de Catalunya (UOC) (gegr. 2000)

Dazu kommen noch diverse private Hochschulen (siehe auch Liste der Universitäten in Barcelona).

### Bildungswesen für Immigranten und Austauschstudenten
Barcelona beherbergt viele deutsche Immigranten und verfügt deshalb auch über die Deutsche Schule Barcelona, an der die allgemeine Hochschulreife nach bayerischem Lehrplan erworben werden kann. Ebenfalls findet man in Barcelona eine Schweizer Schule, an der alle Schulstufen bis und mit Gymnasium angeboten werden.
Für ein Auslandssemester in Barcelona, zum Beispiel an der Universitat Politècnica de Catalunya oder der Universitat Autònoma de Barcelona (in Cerdanyola del Vallès), ist die Kenntnis der katalanischen Sprache von Vorteil, da die meisten Lehrveranstaltungen auf Katalanisch gehalten werden. Es werden allerdings auch Vorlesungen auf Spanisch sowie Französisch und immer mehr auf Englisch angeboten.

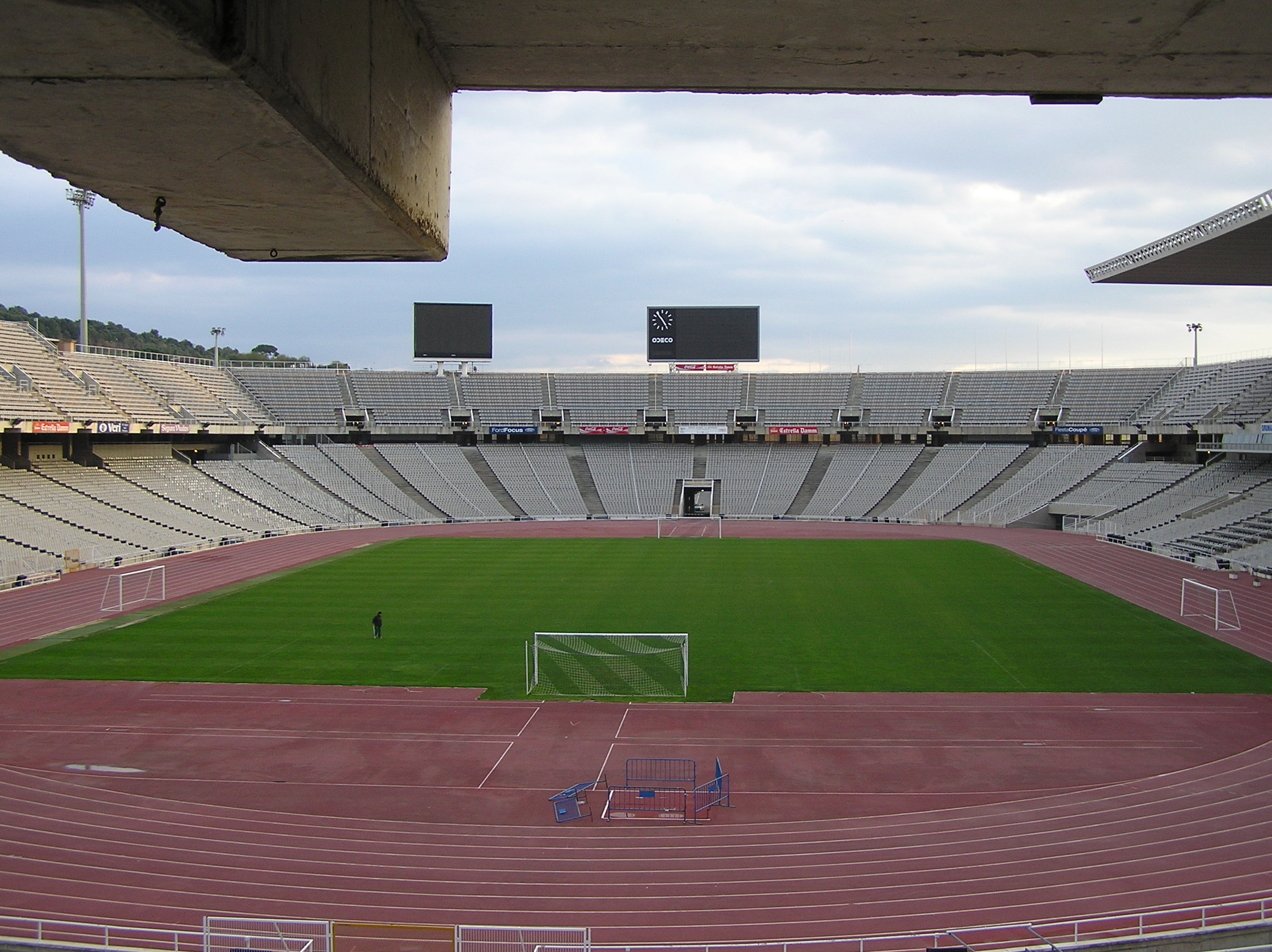
Olympiastadion Lluís Companys

### Sport
Der bedeutendste Sportverein ist der FC Barcelona, dessen Stadion Camp Nou als das größte Stadion Europas gilt. Der Sportverein von Espanyol Barcelona, der bis 2009 im Olympiastadion auf dem Montjuïc spielte und nun in das neu errichtete Estadi Cornellà-El Prat im Stadtteil Cornellà umgezogen ist, ist der zweitgrößte Sportverein in Barcelona.
Seit 1991 finden regelmäßig Formel-1-Rennen auf dem Circuit de Catalunya nördlich von Barcelona statt. Vorher diente der Circuit de Montjuïc und der Circuit de Pedralbes als Austragungsstrecke des Großen Preises von Spanien.
Die Handball-Sparte des FC Barcelona ist die bis heute erfolgreichste Vereinsmannschaft der Welt, sie gewann unter anderem neunmal die Champions League. Die Heimspiele werden im Palau Blaugrana ausgetragen, einer 8250 Zuschauer fassenden Arena.
Barcelona gilt als „Mekka für Skateboarder“, hier finden regelmäßig Skateboarding-Veranstaltungen statt.
Die seit 2004 jährlich im Casino Barcelona ausgespielte European Poker Tour zählt mit bis zu 2000 Spielern im Hauptturnier zu den beliebtesten Pokerturnierserien in Europa.
2014 und 2015 richtete Barcelona das Grand-Prix-Finale im Eiskunstlaufen aus.
Barcelona war einer der Austragungsorte bei der Frauen-Rugby-Union-Weltmeisterschaft 2002.

## Partnerstädte
- Antwerpen, Belgien (1997)
- Athen, Griechenland (1999)
- Boston, Vereinigte Staaten (1983)
- Busan, Südkorea (1983)
- Dubai, Vereinigte Arabische Emirate (2006)
- Dublin, Irland (1998)
- Gaza-Stadt, Palästina (1998)
- Havanna, Kuba (1993)
- Isfahan, Iran (2000)
- İstanbul, Türkei (1997)
- Kōbe, Japan (1993)
- Köln, Deutschland (1984)
- Monterrey, Mexiko (1977)
- Montevideo, Uruguay (1985)
- Montpellier, Frankreich (1963)
- Rio de Janeiro, Brasilien (1972)
- Sankt Petersburg, Russland (1985)
- São Paulo, Brasilien (1985)
- Sarajevo, Bosnien und Herzegowina (2000)
- Shanghai, Volksrepublik China (2001)
- Valparaíso, Chile (2001)
- Wenzhou, Volksrepublik China (2011)[43]

Neben diesen Partnerstädten unterhält Barcelona noch Kooperationsvereinbarungen mit einer Vielzahl weiterer Städte weltweit.

### Ausgesetzte Partnerschaftsvereinbarung
- Tel Aviv-Jaffa, Israel (1998; 2025 suspendiert nach Stadtratsbeschluss[46])

#### Einzelbeschluss durch damalige Bürgermeisterin
Wenige Monate vor den Bürgermeisterwahlen in Barcelona erklärte die Bürgermeisterin Ada Colau Anfang Februar 2023 per Dekret eine Aussetzung der Städtepartnerschaft mit Tel Aviv, während ein entsprechendes Abkommen mit Gaza unberührt blieb. In einem Brief an Ministerpräsident Benjamin Netanjahu begründete sie den Schritt – wie es heißt „in BDS-Manier“ – mit einer „eklatanten und systematische Verletzung der Menschenrechte“ sowie „Apartheid und Verfolgung“. Der Plan, die Städtepartnerschaft mit Tel Aviv zu beenden, geht auf eine Initiative der linken Organisation „Coalición Basta Complicidad con Israel“ zurück. Unterstützt wurde er auch von spanischen Gewerkschaften sowie der katalanischen NGO „Observatori DESC“, für die Ada Colau einst arbeitete. Die israelitische Gemeinde in Barcelona hielt Colau daraufhin „ausgeklügelten Antisemitismus“ vor. Der Bürgermeister von Madrid, José Luis Martínez-Almeida will mit einer neuen Städtepartnerschaft zwischen Madrid und Tel Aviv „den Schaden wieder gut machen“.

#### Entscheidung durch Stadtrat
Am 30. Mai 2025 hat der Stadtrat von Barcelona beschlossen, jegliche institutionelle Verbindung zum Staat Israel — einschließlich der seit 1998 bestehenden Partnerschaft mit Tel Aviv-Jaffa — bis auf Weiteres ruhen zu lassen. Diese Entscheidung gilt „solange israelische Behörden weiterhin systematisch die Menschenrechte der palästinensischen Bevölkerung verletzen“. Im Wortlaut des Stadtratsbeschlusses heißt es u. a., dass jegliche „institutionelle Verbindungen“ ruhezulegen sind, bis „Israel das Völkerrecht und die Rechte der palästinensischen Bevölkerung respektiert“.